# Grazer Burg
Die Grazer Burg liegt im Osten der Altstadt von Graz, nahe dem Grazer Dom, und wurde ab 1438 durch Herzog Friedrich V., den späteren römisch-deutschen Kaiser Friedrich III., gebaut. Aufgrund des geringen Verteidigungswertes war die Burg über einen verdeckten Gang mit der Festung am Schloßberg verbunden. Ab 1564 war Graz die Hauptstadt Innerösterreichs und die Burg wurde Sitz der innerösterreichischen Erzherzöge. Aufgrund dieser Stellung wurde sie umgebaut und vergrößert. Nachdem Erzherzog Ferdinand II. im Jahr 1619 zum Kaiser gekrönt wurde und nach Wien zog, verlor die Burg ihre Funktion als Sitz des Landesfürsten und wurde vernachlässigt.
In den folgenden Jahrhunderten kam es mehrmals zu Renovierungsarbeiten, die aber nur Teile der Bausubstanz umfassten. Im Jahr 1822 galt ein Teil der Burg als baufällig und zwischen 1853 und 1854 wurde ein Teil der Gebäude abgebrochen. Anfang des 20. Jahrhunderts kam es wieder zu baulichen Erweiterungen und seit 1922 ist die Grazer Burg Sitz des steirischen Landeshauptmannes.
Im Zweiten Weltkrieg wurde die Bausubstanz teilweise schwer beschädigt und ab 1947 wieder aufgebaut. Zwischen 1950 und 1952 wurden Neubauten errichtet, welche als Neue Burg bekannt sind. Heute befinden sich in ihr neben dem Büro des Landeshauptmannes auch noch einige Abteilungen des Amts der Steiermärkischen Landesregierung.
Die Burg ist nur teilweise für die Öffentlichkeit zugänglich. So können nur die Burghöfe und die Doppelwendeltreppe frei besucht werden.

## Lage

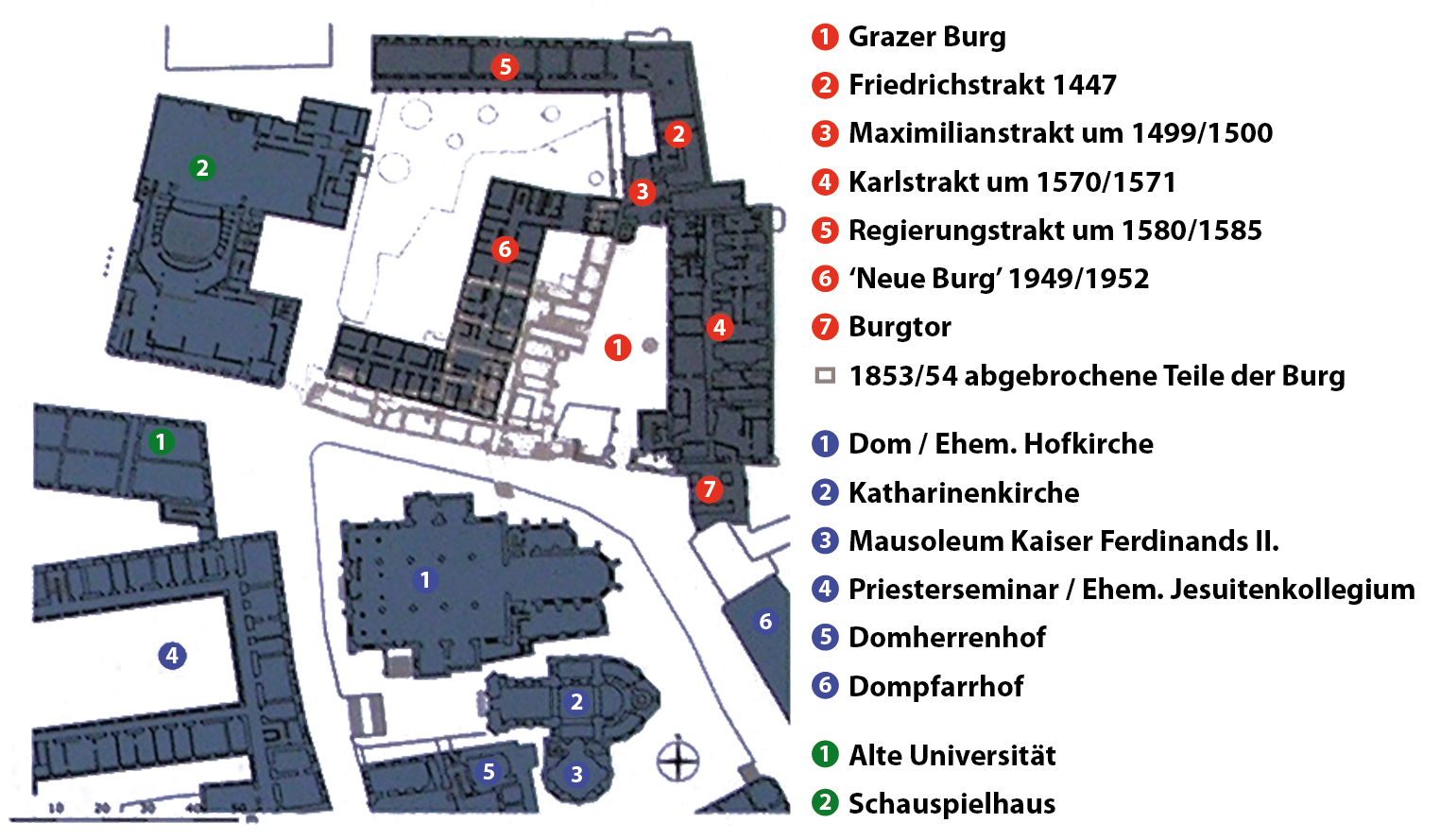
Übersichtskarte über die Grazer Burg und die umliegenden Gebäude

Die Grazer Burg steht in der Hofgasse 13–15 im 1. Grazer Stadtbezirk Innere Stadt auf einer südöstlich vom Schloßberg abzweigenden Terrasse. Sie bildet zusammen mit dem ihr gegenüber stehenden Grazer Dom, dem Mausoleum Ferdinands II. und dem ehemaligen Jesuitenkollegium ein Gebäudeensemble, welches auch als Stadtkrone von Graz bekannt ist. Die Stadtkrone bildet den östlichen Abschluss der Altstadt. Die Burg liegt an der ehemaligen Stadtmauer und an diese schließen im Osten der heutige Burggarten und der Stadtpark an.

## Geschichte

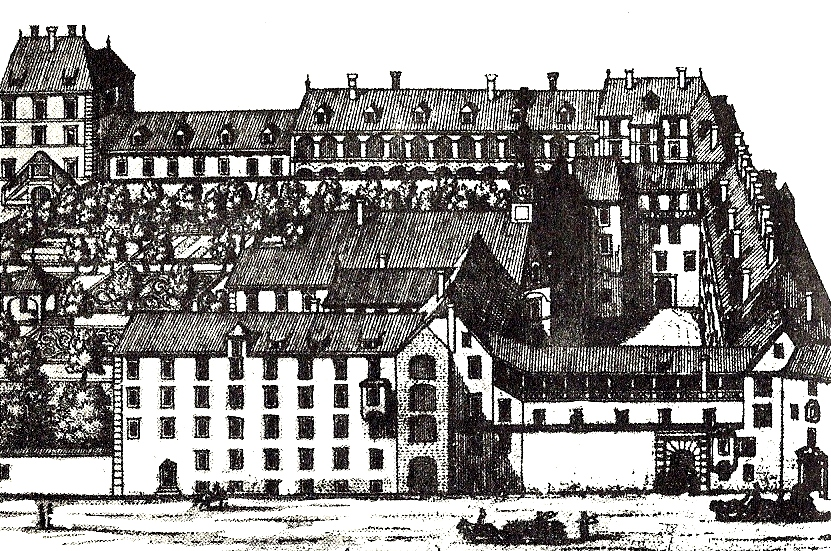
Die Grazer Burg im Jahr 1700 auf einem Stich von A. Trost

Die heutige Burg wurde an der Stelle eines spätmittelalterlichen, landesfürstlichen Meierhofes errichtet. Dieser findet erstmals 1349 als Schreiberhof Erwähnung und dürfte ursprünglich zum Besitz der Burg am Schloßberg gehört haben. Herzog Wilhelm vergrößerte in den Jahren 1399 und 1400 den Grundbesitz des Schreiberhofes durch mehrere Zukäufe. Wilhelms Neffe Erzherzog Friedrich V. erwarb ab 1433 weitere Grundstücke. Im Jahr 1438 begann er mit dem Bau einer Stadtburg, die 1453 fertiggestellt wurde. Unter ihm wurden vor allem der sogenannte „Friedrichsbau“ sowie die 1446/1447 erbaute Doppelchorkapelle errichtet. Im zweiten Viertel des 15. Jahrhunderts wurde auch der „Friedrichsbau“ über einen zweigeschoßigen Verbindungsgang mit dem Grazer Dom verbunden. Des Weiteren wurde aufgrund des geringen Verteidigungswertes der Burg ein gedeckter Verbindungsgang zur Festung am Schloßberg angelegt um den Landesfürsten bei einem Angriff eine schnelle Flucht zu ermöglichen. Erzherzog Maximilian I. ließ zwischen 1494 und 1500 den „Friedrichsbau“ um einen Verbindungstrakt zu den anderen Burgteilen sowie mit einem Treppenturm mit Doppelwendeltreppe erweitern.
Ferdinand I. brachte im Jahr 1545 den Baumeister Domenico dell’Allio nach Graz, der vor allem mit der Neubefestigung der Stadt beschäftigt war, aber bis 1554 auch ein Renaissanceportal, sowie eine Prunktreppe in der Burg errichtete. Im Jahr 1564 wurde Graz durch eine Erbteilung der Habsburger die Hauptstadt der innerösterreichischen Länder, und die zuvor nicht durchgehend bewohnte Grazer Burg blieb bis in das Jahr 1619 Sitz der Erzherzöge Innerösterreichs. Aufgrund dessen wurde die Burg dementsprechend vergrößert.
Um Platz für seinen Hofstaat zu schaffen, veranlasste Erzherzog Karl II. 1570/1571 im Osten, zwischen der Kammerkapelle und dem Burgtor, den Bau eines neuen Palasgebäudes über der mittelalterlichen Stadtmauer. Dieses „Karlsbau“ genannte Bauwerk wurde von Marco Antonio Tadei nach Plänen von Pietro Ferrabosco errichtet. Um 1584 wurde im nördlichen Burgteil, entlang der Stadtmauer von Marco Antonio Tadei der sogenannte „Registraturtrakt“ errichtet. Karl II. legte auch großen Wert auf den Ausbau der Gartenanlagen und ließ exotische Pflanzen importieren sowie einen Tiergarten mit Löwen, Tigern und Bären anlegen. Durch eine vom Rosenberg herführende Holzröhrenleitung wurde 1571 die Trinkwasserversorgung der Burg sichergestellt und Sebastian Carlone mit dem Bau von drei Brunnen beauftragt. Eine Hofkapelle wurde 1571/1572 im Auftrag von der Frau Karls II., Maria Anna von Bayern errichtet, 1596/1597 von Sebastian Carlone mit Stuckarbeiten versehen und von Egyd de Rye mit Fresken ausgestattet. Im Jahr 1584 wurde der zweigeschoßige Verbindungsgang zum Dom aufgestockt. Um 1600 ließ Erzherzog Ferdinand II. an den „Friedrichsbau“ im Südwesten einen Trakt anfügen, der so genannte „Ferdinandsbau“. In ihm befand sich das Schatzgewölbe der Burg, eine Kunstkammer sowie eine Bibliothek.
Als im Jahr 1619 der Erzherzog Ferdinand II. Kaiser wurde und nach Wien zog, verlor die Burg ihre Funktion als Sitz der Landesfürsten und diente nur mehr als kaiserliche Absteige. Anlässlich der Hochzeit von Leopold I. im Jahr 1673 und der Erbhuldigungsfeier von Karl VI. im Jahr 1728 erfolgten größere Renovierungsarbeiten an der Bausubstanz. Maria Theresia veranlasste während ihrer Regierungszeit die Überführung aller Kunstwerke, Bücher und Aktenbestände der Burg nach Wien. 1783 ernannte Kaiser Joseph II. die Burg zum Sitz der Gubernialverwaltung und machte sie damit zu einer Beamtenburg. Sie war dadurch nicht einmal mehr für kurzzeitige Aufenthalte der kaiserlichen Familie attraktiv. Erst 1822/1823 wurden der „Karlsbau“ und die Hofkapelle für einen Besuch Kaisers Franz I. auf Anweisung des kaiserlichen Gouverneurs Ludwig Graf Taaffe renoviert und mit Möbeln aus der Werkstätte Josef Danhausers eingerichtet, während die übrigen Gebäudeteile teilweise baufällig waren.
1853/1854 kam es zu einem Teilabbruch des „Friedrichsbaus“, des „Ferdinandsbaus“, der Hofkapelle, der Prunktreppe und des Übergangs zum Grazer Dom. Insgesamt wurde damals fast die Hälfte der Bausubstanz zerstört. Bruchstücke der Fresken aus der Hofkapelle wurden im Jahr 1853 in die Kapellen von Schloss Frauheim und Schloss Groß-Söding verbracht. Das von Giulio Licinio im Jahr 1571 gestaltete Altarblatt befindet sich heute zusammen mit einigen datierten Devisen- und Wappensteinen im Universalmuseum Joanneum. Am Anfang des 20. Jahrhunderts wurden Erweiterungsbauten um den dritten Burghof herum durchgeführt. Seit 1922 ist die Grazer Burg der Amtssitz des steirischen Landeshauptmannes. Der „Maximilian-“ und der Rest des „Friedrichtrakts“ wurden 1944 von Bomben beschädigt. Die Schäden wurden ab 1947/48 beseitigt und von 1950 bis 1952 wurde an der Stelle des 1853/54 abgebrochenen Teiles des „Friedrichsbaus“ ein von Harald Bleich gestalteter Neubau errichtet.
Von 2003 bis 2008 investierte das Land Steiermark mehr als sechs Millionen Euro in die Restaurierung der Grazer Burg und des Landhauses. Seit dem Jahr 2008 gibt es Pläne für eine Renovierung des „Friedrichssaals“ im „Friedrichsbau“ und für die Wiederherstellung der Kammerkapelle, bei der die Zwischendecke entfernt werden soll. Auch soll die Kammerkapelle wieder ihre ursprüngliche Funktion übernehmen. Bei Umbauarbeiten wurden im Sommer 2010 die sterblichen Überreste von neun bis zehn Männern aus dem Mittelalter gefunden. Diese wurden im Rahmen einer zweiwöchigen archäologischen Grabung geborgen. Bei einer Fassadensanierung eines im 16. Jahrhundert in den Karlsbau integrierten Traktes wurde im Sommer 2013 eine bemalte Wandnische aus der Zeit der Spätgotik freigelegt und mit einer Schutzverglasung versehen.

## Beschreibung

### Architektur-Überblick
Bei der Burg handelt es sich um einen ausgedehnten, zwei- bis viergeschoßiger Baukomplex, der um drei Höfe herum errichtet wurde. Sie war ursprünglich in die mittelalterliche Stadtbefestigung einbezogen und das heutige Burgtor ist ein Rest der ehemaligen, im Jahr 1554 von Domenico dell’Allio errichteten Hofabschlussmauer. Früher führten ein Gang zum Grazer Dom sowie ein weiterer, verdeckter Gang zur Burg am Grazer Schloßberg. Das Tor wurde als Renaissanceportal entworfen, verlor aber im Jahr 1676 seinen Renaissanceschmuck und ist inzwischen mit einer rechteckigen Rustikarahmung versehen. Der Torflügel mit eisernen Beschlägen stammt noch aus der Zeit des Torbaues.

### Friedrichsbau
Im Jahr 1945 wurde der Friedrichsbau schwer beschädigt und von 1950 bis 1952 wurden die in den Jahren 1853/54 abgebrochenen Gebäudeteile durch einen Neubau überbaut. Es sind noch Reste des ursprünglichen Baues erhalten geblieben. An der östlichen Außenmauer befinden sich mehrere datierte Steintafeln, welche auf eine Errichtung im Jahr 1447 unter Kaiser Friedrich III. schließen lassen.
Im nordöstlichen Teil der Grazer Burg befindet sich der unregelmäßige, langgestreckte und dreigeschoßige Friedrichsbau, der den ältesten Teil der Burg darstellt und dessen längliche Form den früheren Verlauf der Stadtmauer markiert. Die Außenmauern haben eine glatte Fassade. In seinem östlichen Teil befindet sich eine vorspringende Kapelle. Im nordöstlichen Teil des Friedrichsbaues steht ein hoher spätgotischer Torbau mit breitem Schwibbogen und einem Rechteckerker mit Doppelarkadenfenster, von welchem aus früher eine Brücke über den Stadtgraben führte. An der östlichen Seite befindet sich ein abgefastes Rundbogentor. An der westlichen Front befinden sich im Erdgeschoß drei vermauerte Spitzbogenarkaden auf Polygonpfeilern.
An der Seite zum zweiten Burghof hin befindet sich ebenerdig eine früher offene, zweischiffige gotische Halle, die sogenannte Friedrichshalle, mit sternförmigen Zellengewölbe, welches von einem polygonalen Mittelpfeiler gestützt wird. Dieser Pfeiler wurde aus statischen Gründen teilweise mit einem Betonkranz ummantelt.
Im ersten Obergeschoß befindet sich die so genannte Kammerkapelle die laut einer Datierung im Jahr 1447 erbaut wurde. Diese war früher zweistöckig und wurde im 19. Jahrhundert durch eine Zwischendecke unterteilt. Heute ist der obere Teil ein kleiner vierjochiger Raum mit Doppelchornischen. Er wird von einem auf schmalen Wanddiensten ruhenden Netzrippengewölbe mit spitzbogigen Gurt- und Schildbögen überspannt. Der Doppelchor lässt auf zweifaches Patrozinium schließen, für welches die heilige Maria und der heilige Georg angenommen werden. Die zweiteiligen Maßwerk-Spitzbogenfenster sind heute teilweise vermauert. Zwei Scheiben-Schlusssteine tragen die Devise Kaiser Friedrichs III. und datieren auf das Jahr 1447. An der Chorzungenmauer befindet sich ein polygonaler Wanddienst, der eine Konsole mit dem Relief eines Adlers trägt. Das Schlüsselblatt an der Eingangstür hat die Form eines mit einer Lanze bewaffneten Wächters und stammt aus dem 17. Jahrhundert. Der obere Teil der Kapelle dient heute als Besprechungszimmer, während der untere Teil zu einem Lagerraum umfunktioniert wurde.

### Burgtor

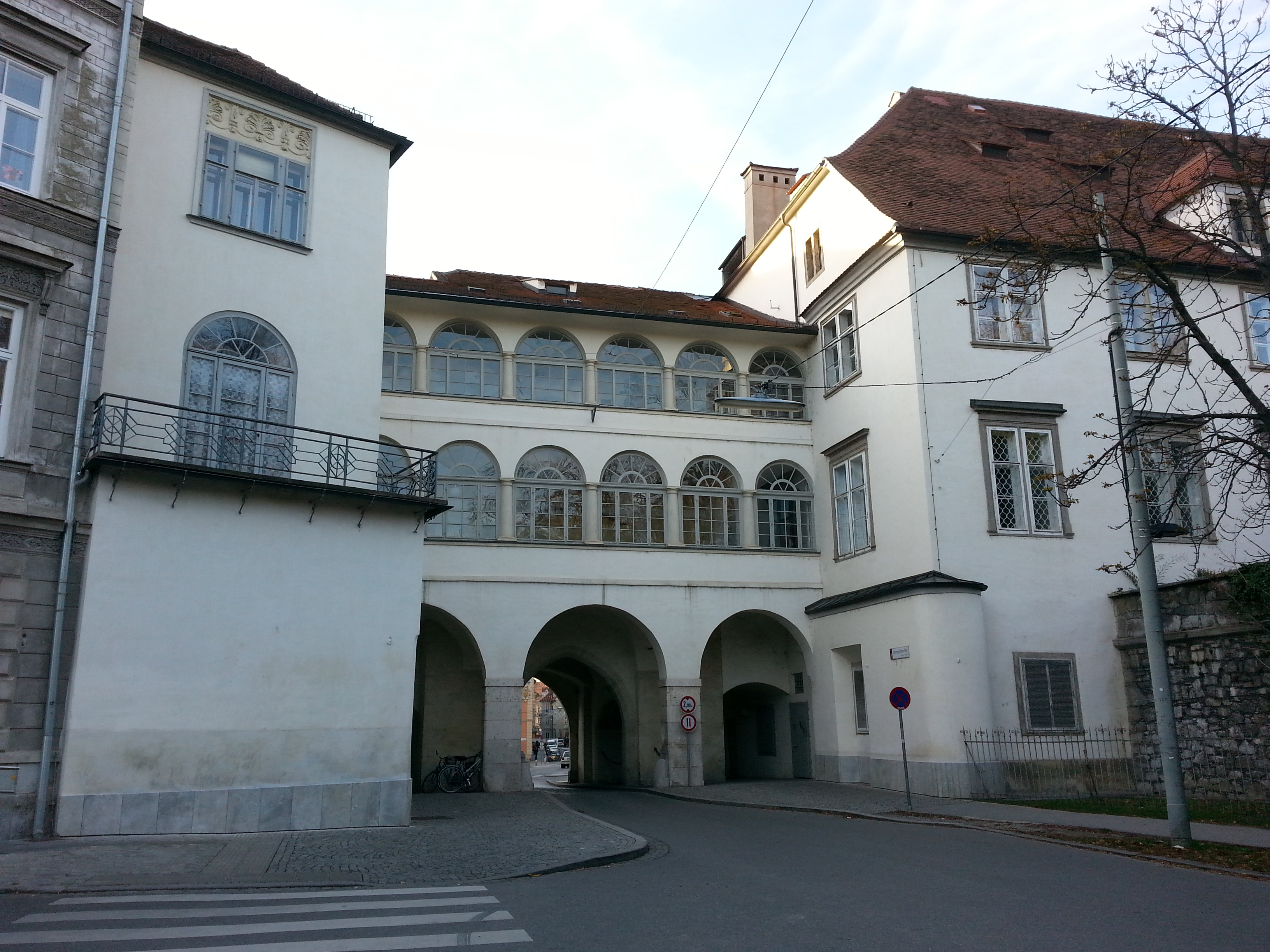
Blick von Osten auf das Burgtor

Im südlichen Teil der Burg befindet sich das erstmals 1346 urkundlich erwähnte und in der Mitte des 15. Jahrhunderts neuerbaute Burgtor. Die ursprüngliche Bekrönung im Stile der Spätrenaissance die jener des Landhauses ähnelte wurde im Jahr 1676 entfernt. Es hat eine von einem Tonnengewölbe überspannte Durchfahrt mit abgefasten Spitzbogentoren. An der östlichen Fassade befinden sich verglaste, zweigeschoßige Säulenarkaden über Pfeilerarkaden aus den Jahren 1566/67. Die Arkaden wurden im Jahr 1952 erneuert. Der nördliche Durchgang wurde im Jahr 1873 und der südliche laut einer Inschrift im Jahre 1934 errichtet.

### Maximilianbau

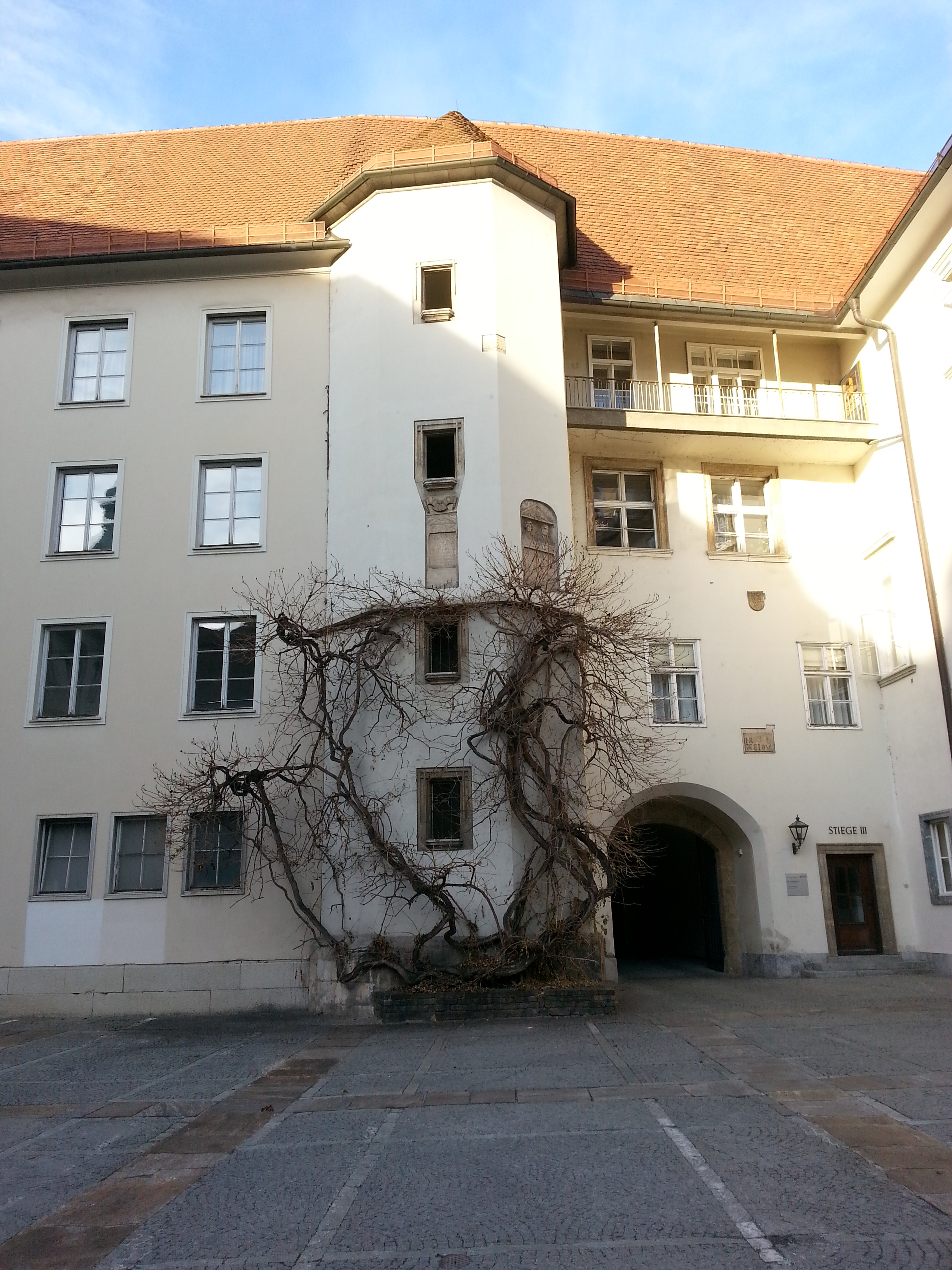
Der Treppenturm in dem sich die Doppelwendeltreppe befindet

Der Maximilianbau ist ein schmales, viergeschoßiges Gebäude im Süden der Burganlage, das zwischen 1494 und 1500 erbaut wurde. Während des Zweiten Weltkrieges wurde er von Bomben beschädigt und im Jahr 1949 teilweise erneuert. Die Außenfassaden sind glatt. An der Südseite findet man ein spätgotisches, abgefastes Flachbogentor, das durch eine tonnengewölbte Durchfahrt in den zweiten Burghof führt. Über dem Tor befindet sich eine auf das Jahr 1453 datierte Steintafel mit der Inschrift A.E.I.O.U., der Devise Kaiser Friedrich III. (HRR). Weiters befindet sich dort ein reliefiertes Steinwappen der Kaiserin Eleonore Helena von Portugal. Das flachbogige Tor auf der anderen Seite der Durchfahrt ist profiliert und ebenfalls im Stil der Spätgotik gestaltet. Über diesem Tor findet man eine auf das Jahr 1495 datierte Steintafel sowie spätgotische Doppelfenster mit verstäbtem Kielbogen-Fenstersturz.
Der südliche Treppenaufgang hat einen schmiedeeisernen Türflügel aus dem dritten Viertel des 18. Jahrhunderts, an dem sich eine geschmiedete Kriegerfigur aus dem 17. Jahrhundert befindet. In einer Wandnische malte Fritz Silberbauer im Jahr 1951 eine Seccomalerei die den Wiederaufbau der Burg im Jahr 1949 zeigt.
Im Südwesten des Maximiliansbaues befindet sich ein in den Jahren 1499 und 1500 errichteter, viergeschoßiger Treppenhausturm, in dem sich eine Doppelwendeltreppe befindet. Der Treppenturm hat einen polygonalen Grundriss sowie glatte Außenfassaden und verstäbte Fensterrahmungen aus Stein. Im Jahr 1506 wurden die aus dem ersten oder zweiten Jahrhundert stammende Grabstele des Belatullus und die aus der Mitte des zweiten Jahrhunderts stammende Grabstele des C. Duronius Martialis in die Wände des Turmes eingemauert. Der Turm wird durch ein mit einem Steinmetzzeichen versehenes, verstäbtes Schulterbogenportal aus Rotmarmor betreten.
Die Treppe gilt als eines der bemerkenswertesten Beispiele der spätgotischen Bau- und Steinmetzkunst und wurde in den Jahren 1955 und 1976/1977 restauriert. Sie hat zweiarmige Treppenläufe, die über einem elliptischen Grundriss bis zum zweiten Geschoß um Steinspindeln hochgeführt werden. Darüber sind beide Läufe freitragend und nur in der Mauer verankert. Die beiden Läufe treffen geschoßweise wieder zusammen. An den Wangen befindet sich Fischblasen-Blendmaßwerk. In zwei der oberen Geschoße findet man verstäbte Kielbogenportale und im letzten Geschoß ein Rechteckportal.

### Karlsbau

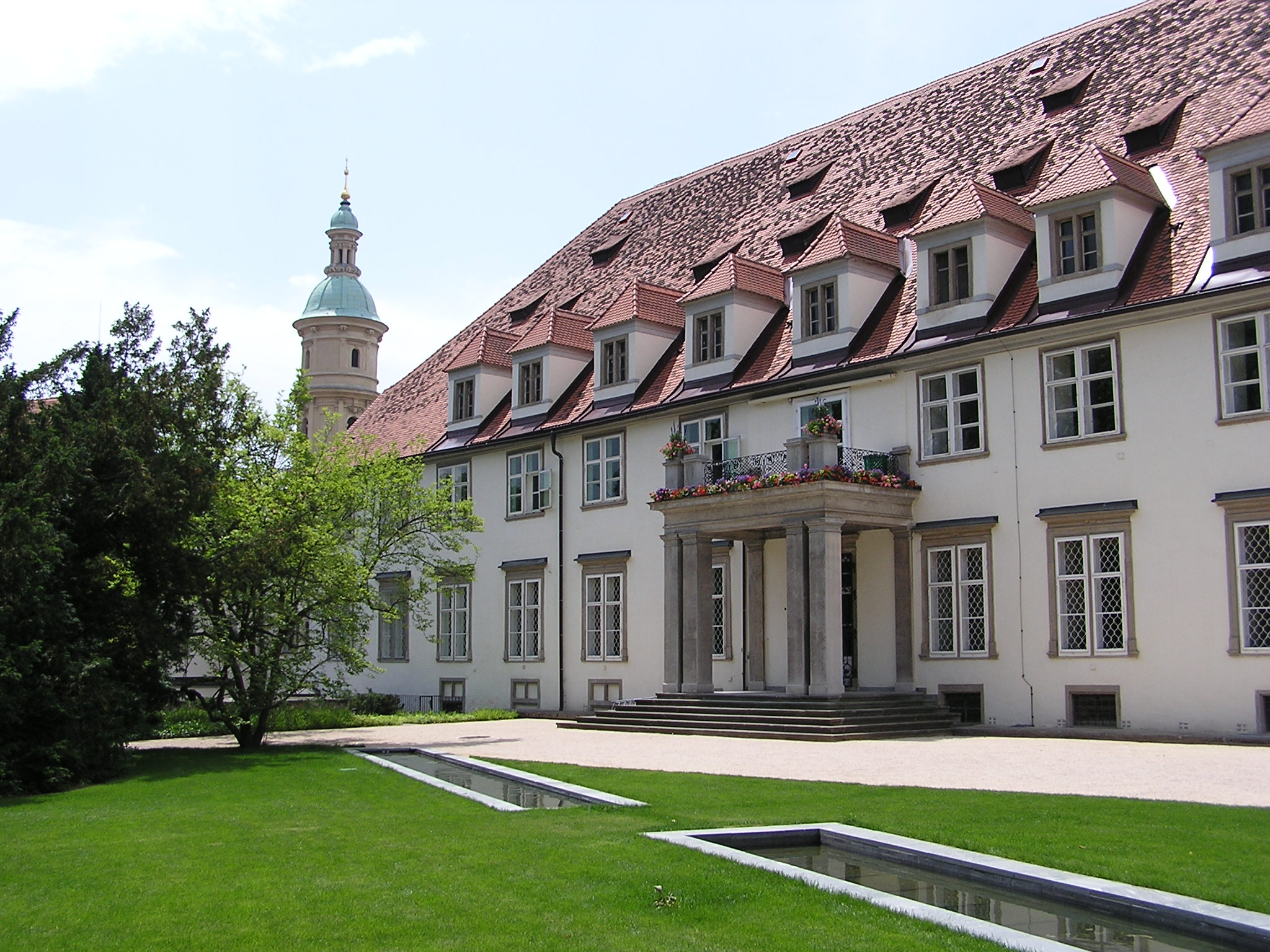
Blick vom Burggarten auf den Karlsbau mit dem Altan

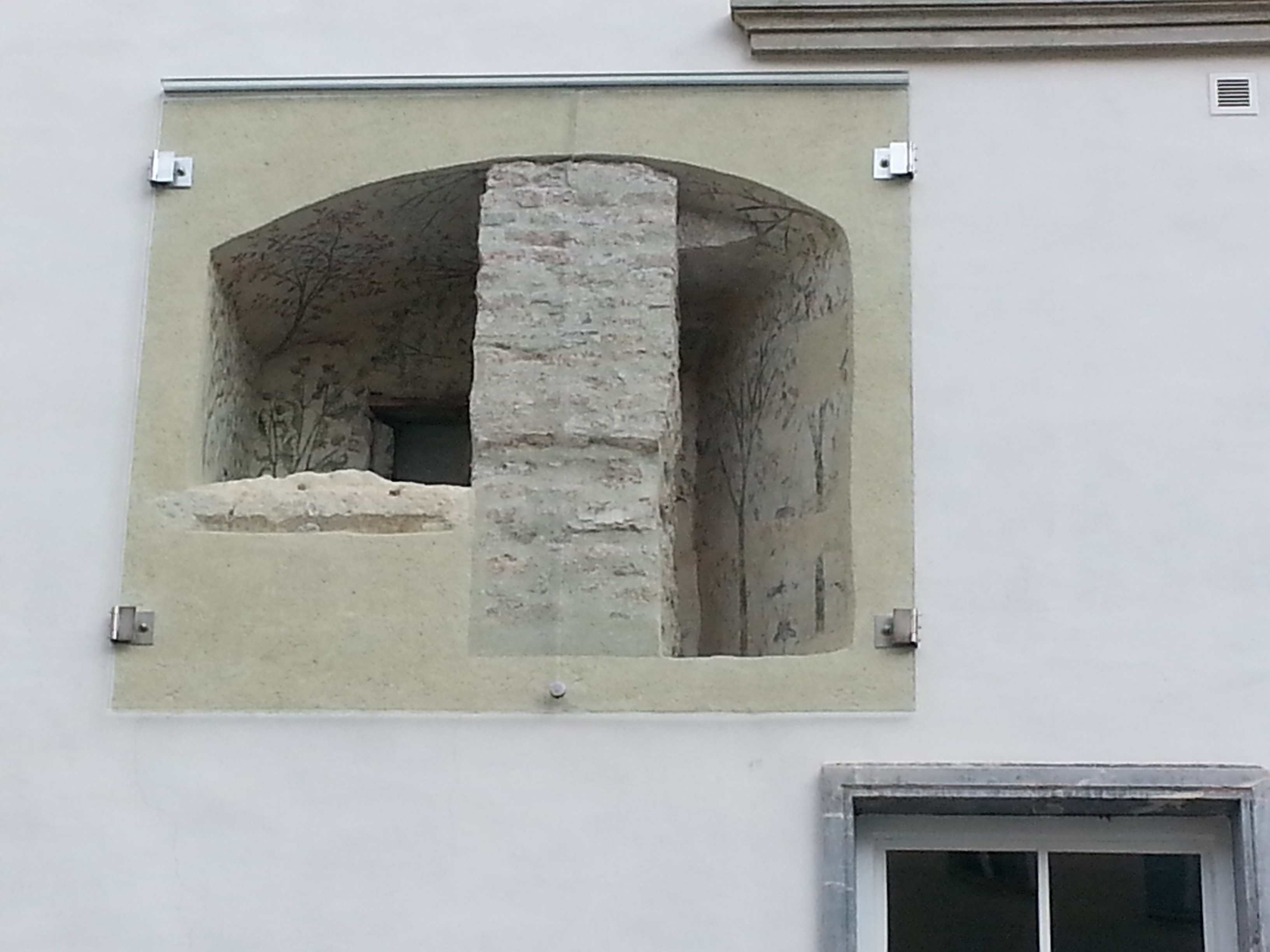
Die im Sommer 2013 freigelegte Wandnische mit den spätgotischen Malereien

In den Jahren 1570 und 1571 wurde nach Plänen des kaiserlichen Hofbaumeisters Pietro Ferrabosco südöstlich an den Friedrichs- und den Maximilianbau anschließend der Karlsbau erbaut. Dieser ist zwei- bis viergeschoßig und hat glatte Außenfassaden und ein hohes Schopfwalmgiebeldach. Im Jahr 1968 erfolgte eine Instandsetzung der östlichen Front sowie eine Reparatur des Daches. Der Rest der Außenseite wurde im Jahr 1970 restauriert.
In die westliche Außenmauer wurde der von einem aufgelassenen Judenfriedhof stammende Grabstein des 1387 gestorbenen Rabbi Nissim eingemauert. Die östliche Fassade hat steinerne Fenstergewände die noch aus der Bauzeit stammen. Der Altan wurde 1836 angebaut und später erneuert. Er hat einen aus der zweiten Hälfte des 18. Jahrhunderts stammenden, schmiedeeisernen Gitterflügel. Die Fassade an der Südseite ist fragmentiert und wurde 1952 restauriert. An dieser Seite befindet sich ein wuchtiges Rundbogen-Bossensteinportal das im dritten Viertel des 16. Jahrhunderts errichtet wurde. Es hat einen mit Blech beschlagenen Torflügel dessen Beschläge vermutlich aus dem Jahr 1618 stammen. Über dem Tor findet man das mit Konsol- und Zahnschnittfries verzierte Gebälk. Weiters findet man an der Südseite die Reste eines 1832 vermauerten Säulenganges, des sogenannten Trompeterganges, sowie einen Rechteckerker auf profilierten Kragsteinen. Rechts vom Erker ist ein auf das Jahr 1463 datierter Stein mit der Devise Kaiser Friedrich III. eingemauert. An der zum ersten Burghof hin zeigenden Fassade wurde im Sommer 2013 eine etwa 70 Zentimeter tiefe, spätgotische, mit floralen und Vogelmotiven bemalte Wandnische entdeckt und mit einer Verglasung versehen. Diese war zuvor zugemauert und verengt sich trichterförmig hin zu einer fensterartigen Öffnung an der Rückwand. Dies lässt darauf schließen, dass es sich dabei vielleicht um eine ehemalige Voliere oder um ein Ein- und Ausflugsloch für im Gebäude gehaltene Zierfasane gehalten könnte.
Die Einfahrt zum Karlsbau hat eine auf Steinpfeilern ruhende Flachdecke. Im Südosten wurde 1846 bis 1847 ein zweiarmiges Treppenhaus mit Steinmetzarbeiten von Peter Pokorny angebaut, das eine Stiegenanlage aus der Renaissancezeit ersetzte. Die Räume im Erdgeschoß werden von Kreuzgratgewölben überspannt. Die Räume in den oberen Geschoßen wurden im Laufe des 19. Jahrhunderts zum Großteil neu ausgestattet. In beiden Geschoßen findet man mehrere Stuckdecken aus dem zweiten Viertel des 19. Jahrhunderts. Im Inneren des Karlsbaues befinden sich ein vermauerter Arkadenbogen und ein reliefiertes Gebälkstück, das mit antikisierendem Dekor verziert ist. In einem der Zwickel befindet sich eine 1550 oder 1552 gefertigte Rollwerkkatusche aus Sandstein, die das Relief eines einköpfigen Adlers, das Wappen Königs Ferdinand I., trägt. Sie wurde 1976 restauriert. Einige Kachelöfen aus Ende des 18. und dem ersten Viertel des 19. Jahrhunderts sind bis heute erhalten geblieben. Die Ausstattung und die Gemälde in den heutigen Repräsentationsräumen sind teilweise Leihgaben des Universalmuseum Joanneums. Es existiert aber auch noch ein Teil des 1823 von Joseph Ulrich Danhauser angefertigten Biedermeier-Mobiliars.

### Registraturtrakt
Der im nördlichen Burgteil gelegene, sogenannte Registraturtrakt wurde zwischen 1581 und 1585 sowie ein Teil vermutlich im Jahr 1591 unter Einbeziehung der ehemaligen mittelalterlichen Stadtmauer von Marc Antonio Tadei erbaut. Der ursprünglich zweigeschoßige, langgestreckte, 15-achsige Bau wurde in den Jahren 1917 und 1918 nach Plänen von Franz Drobny aufgestockt. Er hatte zweigeschoßige Säulenarkaden aus der Renaissance, welche 1918 im Obergeschoß vermauert wurden. Die Sgraffiti in den Bogenzwickeln stellen stilisiertes Blattwerk dar, während man im Obergeschoß eine Blendbalustrade findet.

### Neue Burg und andere Neubauten

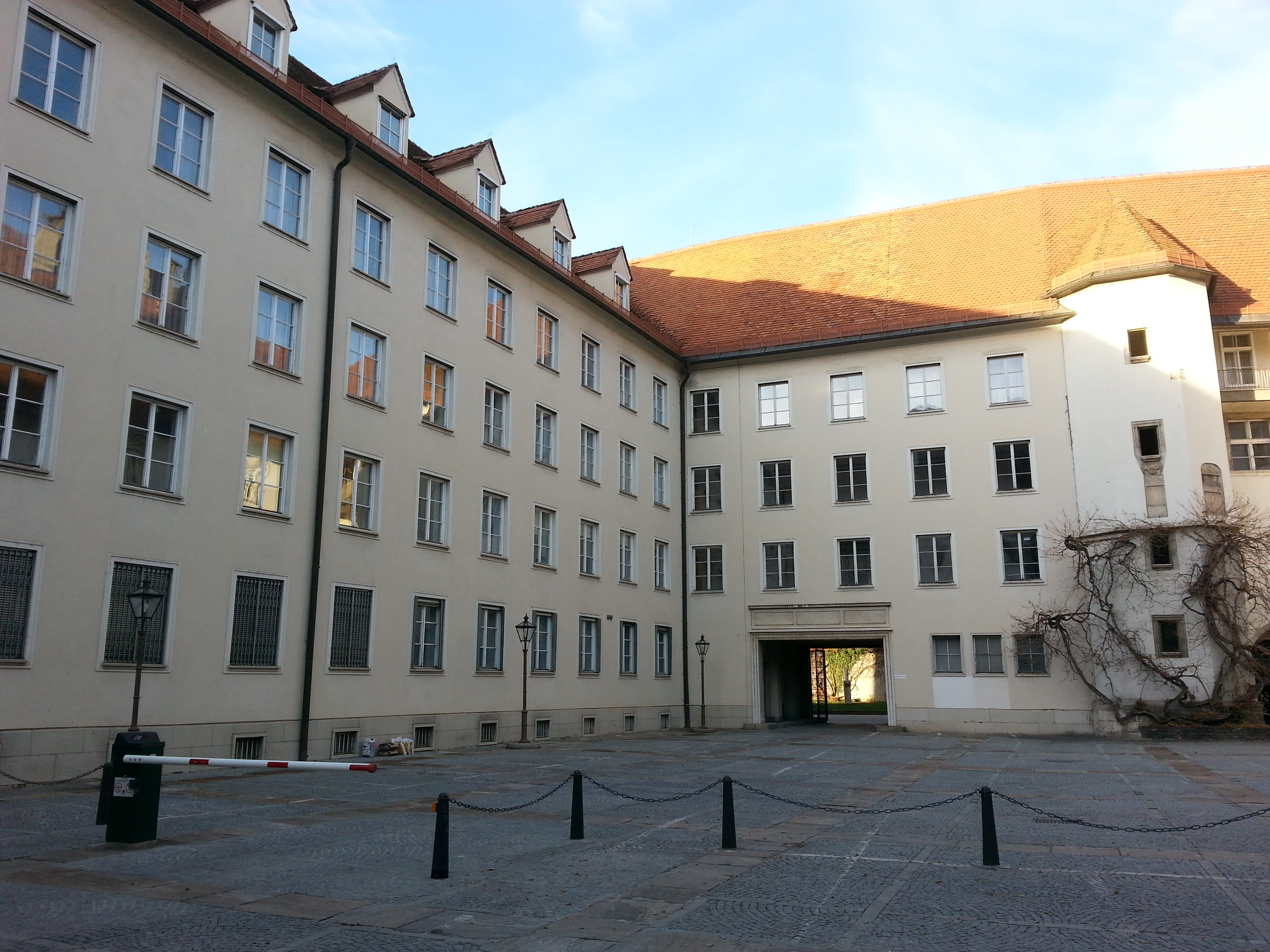
Blick in den ersten Burghof. Links ist die Neue Burg und geradeaus der Maximilianbau zu sehen

1950 bis 1952 wurde im Süden und Westen des ersten und zweiten Burghofes auf dem 1853/54 abgebrochenen Teil des Friedrichsbaues ein drei- bis viergeschoßiger Neubau, die sogenannte Neue Burg, errichtet. An der südlichen Außenmauer ist ein Sandsteinrelief von Alexander Wahl aus dem Jahr 1952 angebracht, während ein im selben Jahr gemaltes Sgraffito von Fritz Silberbauer in der südöstlichen Gebäudeecke die Wappen von Graz und Österreich zeigt. Im Flur des Neubaues malte Alfred Wickenburg im Jahr 1952 mehrere Wandfresken, die Ansichten von Graz und Kunstdenkmäler der Stadt darstellen.
Im zweiten Burghof wurde im Jahr 1959 die Steirische Ehrengalerie angelegt, die aus marmornen Porträtbüsten von Hugo Wolf, Josef Stammel, Johann Joseph Fux, Peter Rosegger, Peter Tunner, Viktor Kaplan, Johann Bernhard Fischer von Erlach, August Musger, Ulrich von Liechtenstein, Alexander Girardi, Anna Plochl und Paula Grogger besteht. Gefertigt wurden diese Büsten von Erwin Huber, Othmar Klemencic, Ulf Mayer, Josef Papst, Gottfried Prabitz, Alfred Schlosser, Erich Unterweger, Lia Rigler und Margarete Wilburg.

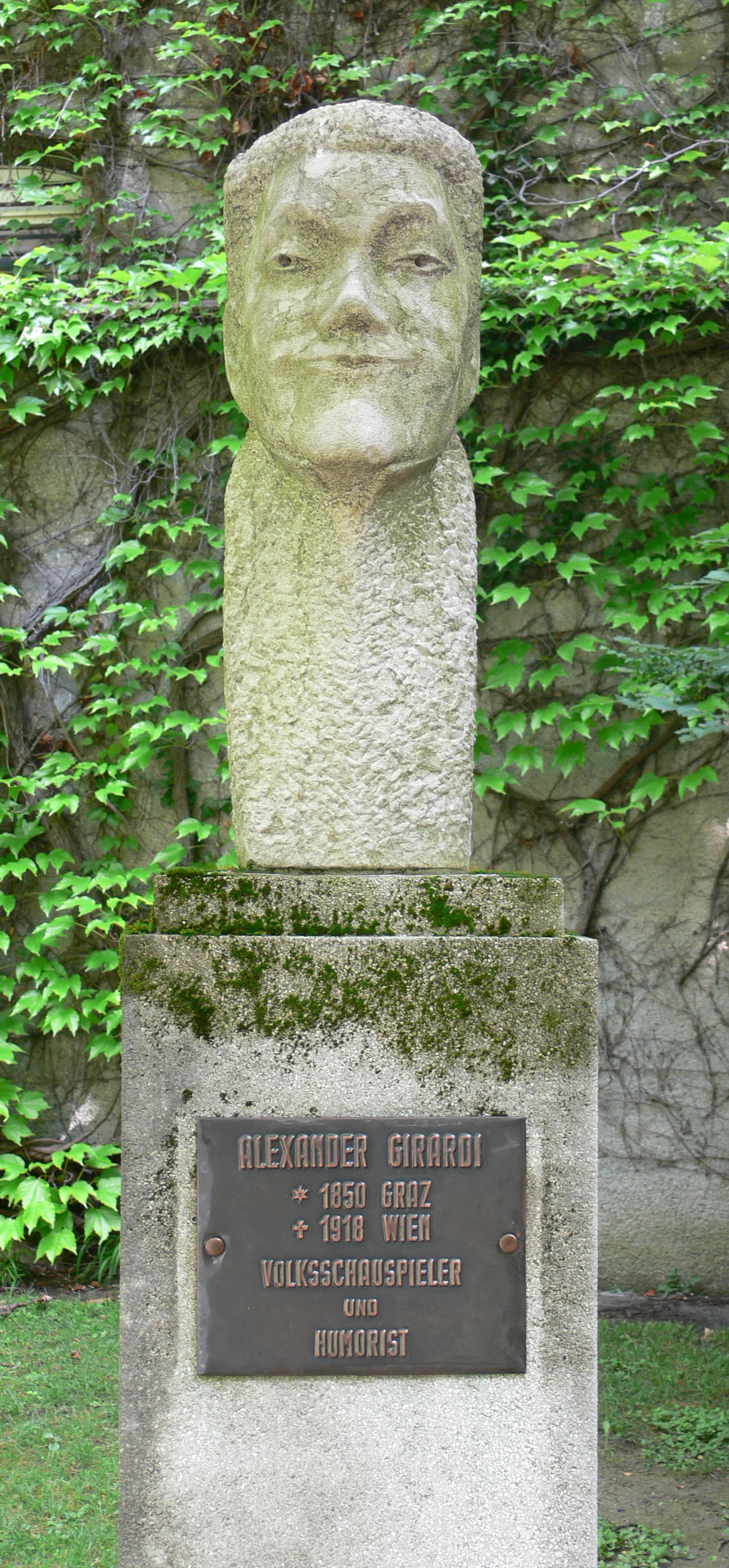
Alexander Girardi von Erich Unterweger
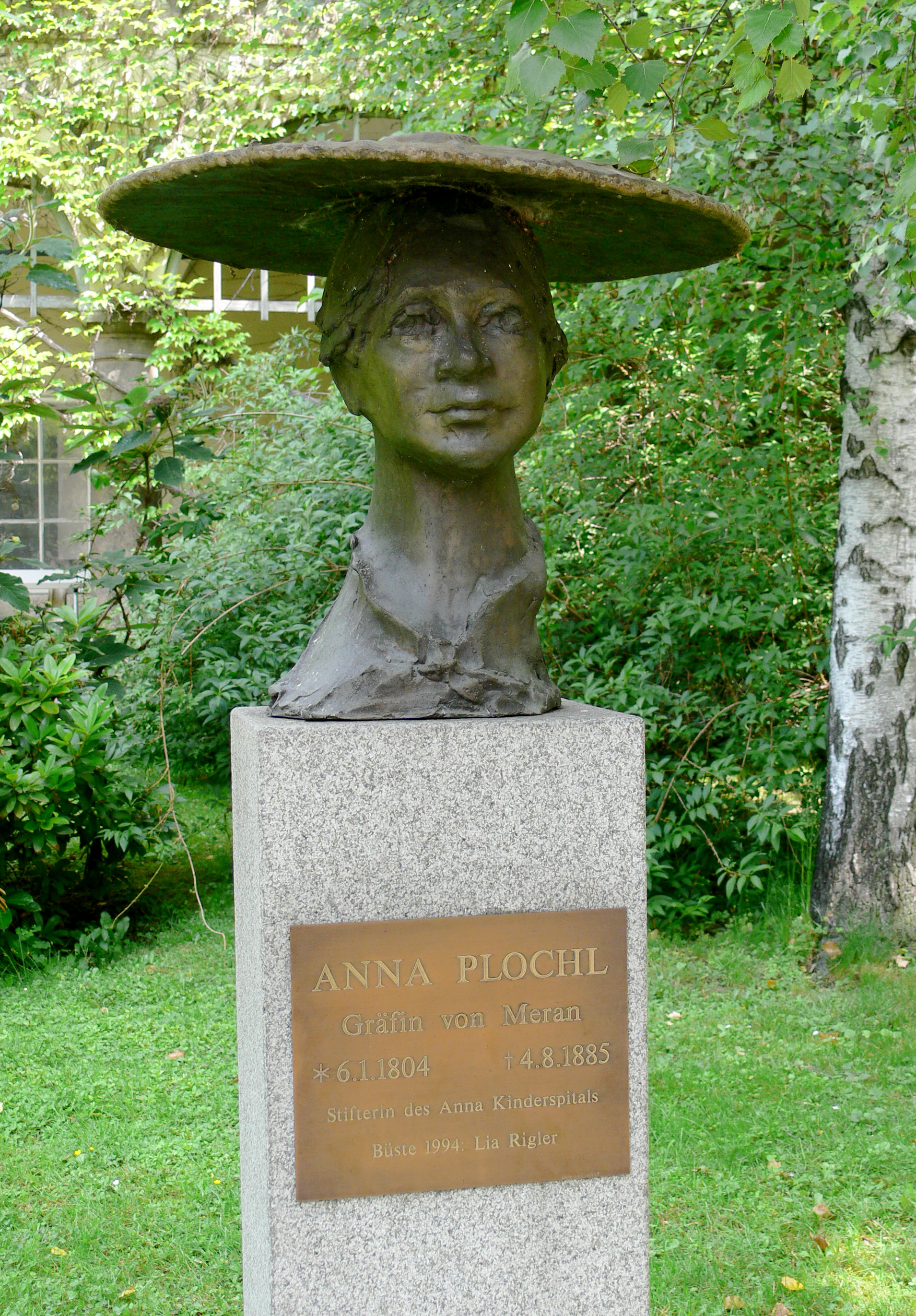
Anna Plochl von Lia Rigler
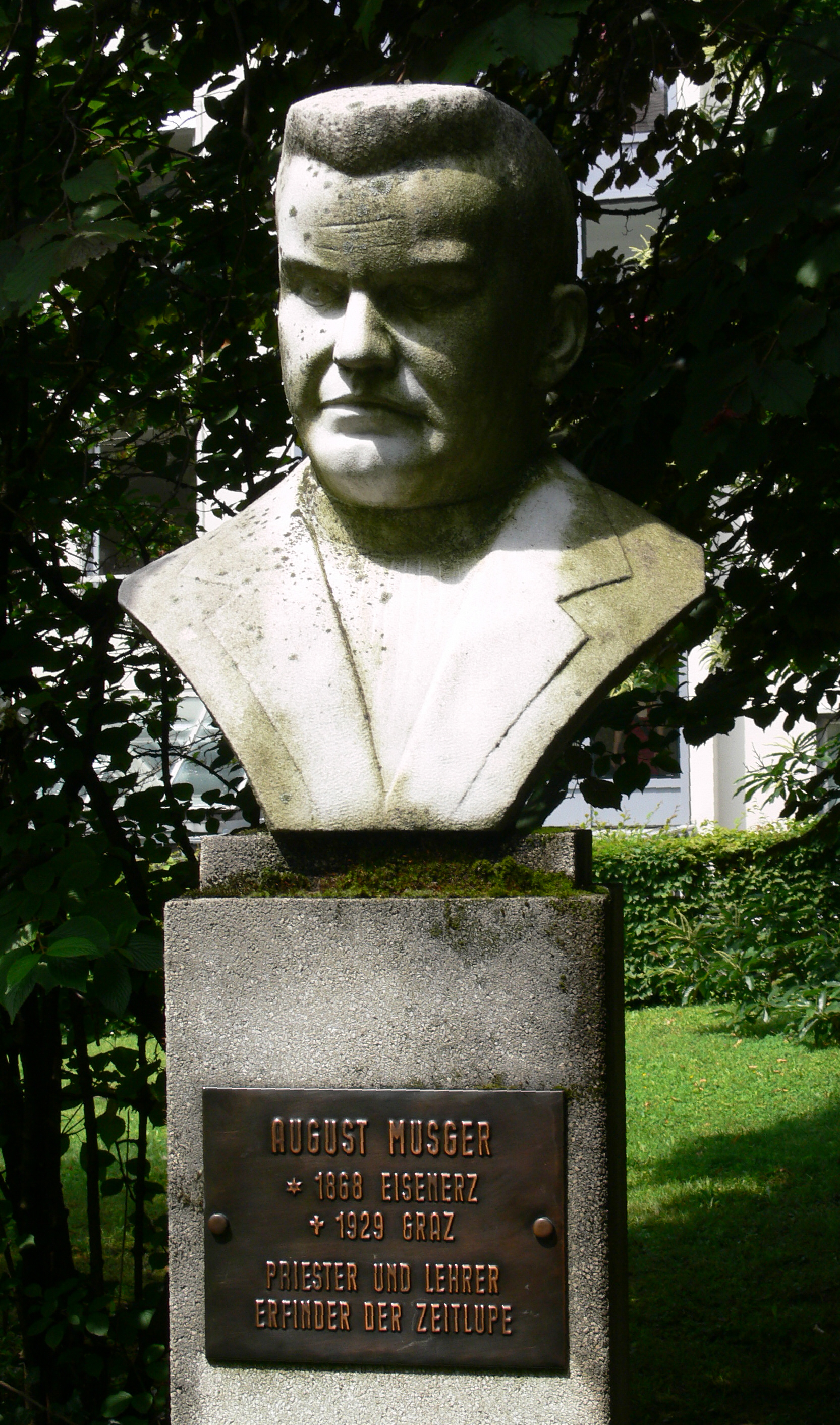
August Musger von  Gottfried Prabitz
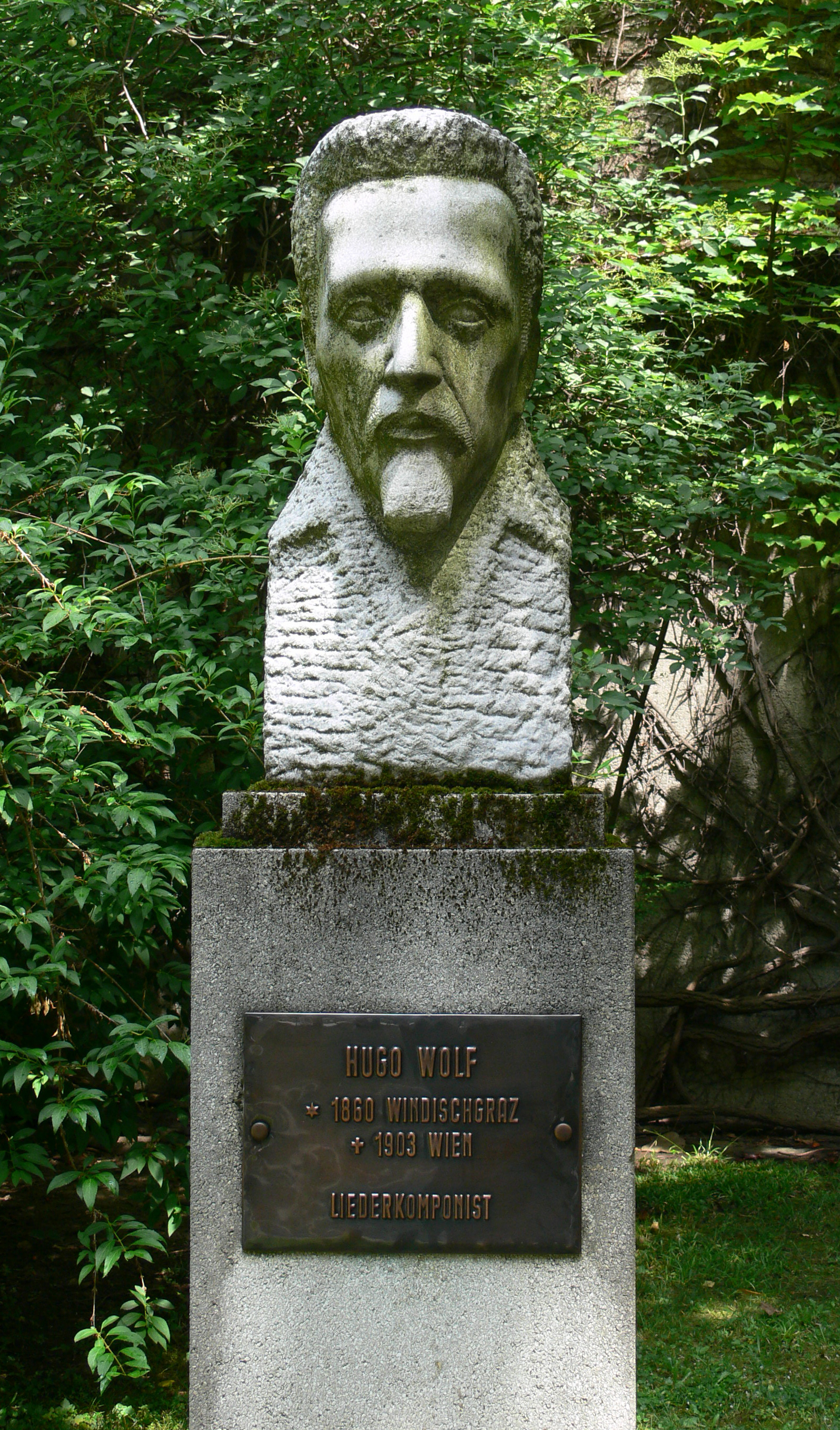
Hugo Wolf von  Erwin Huber
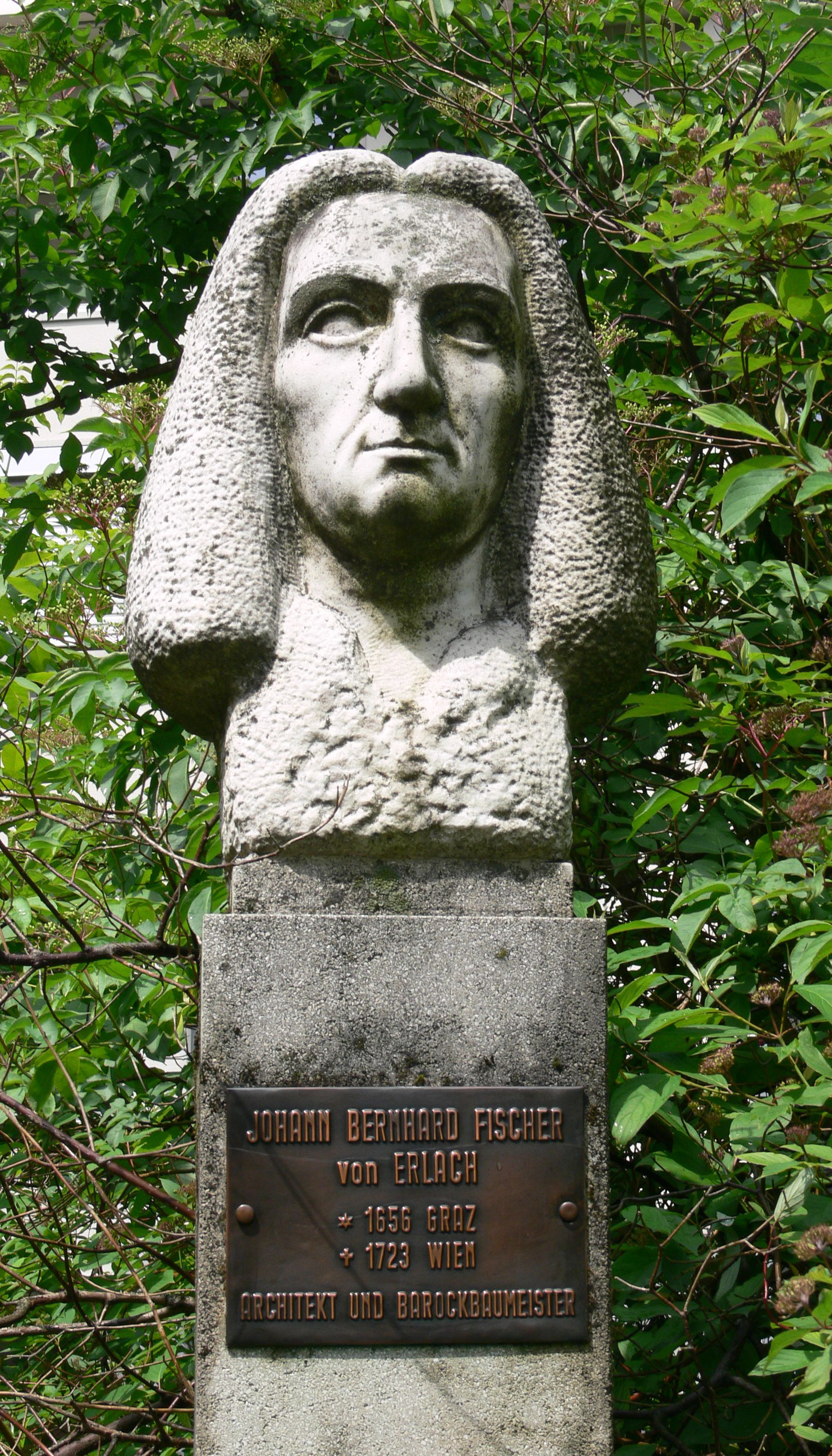
Johann Bernhard Fischer von Erlach von Josef Papst
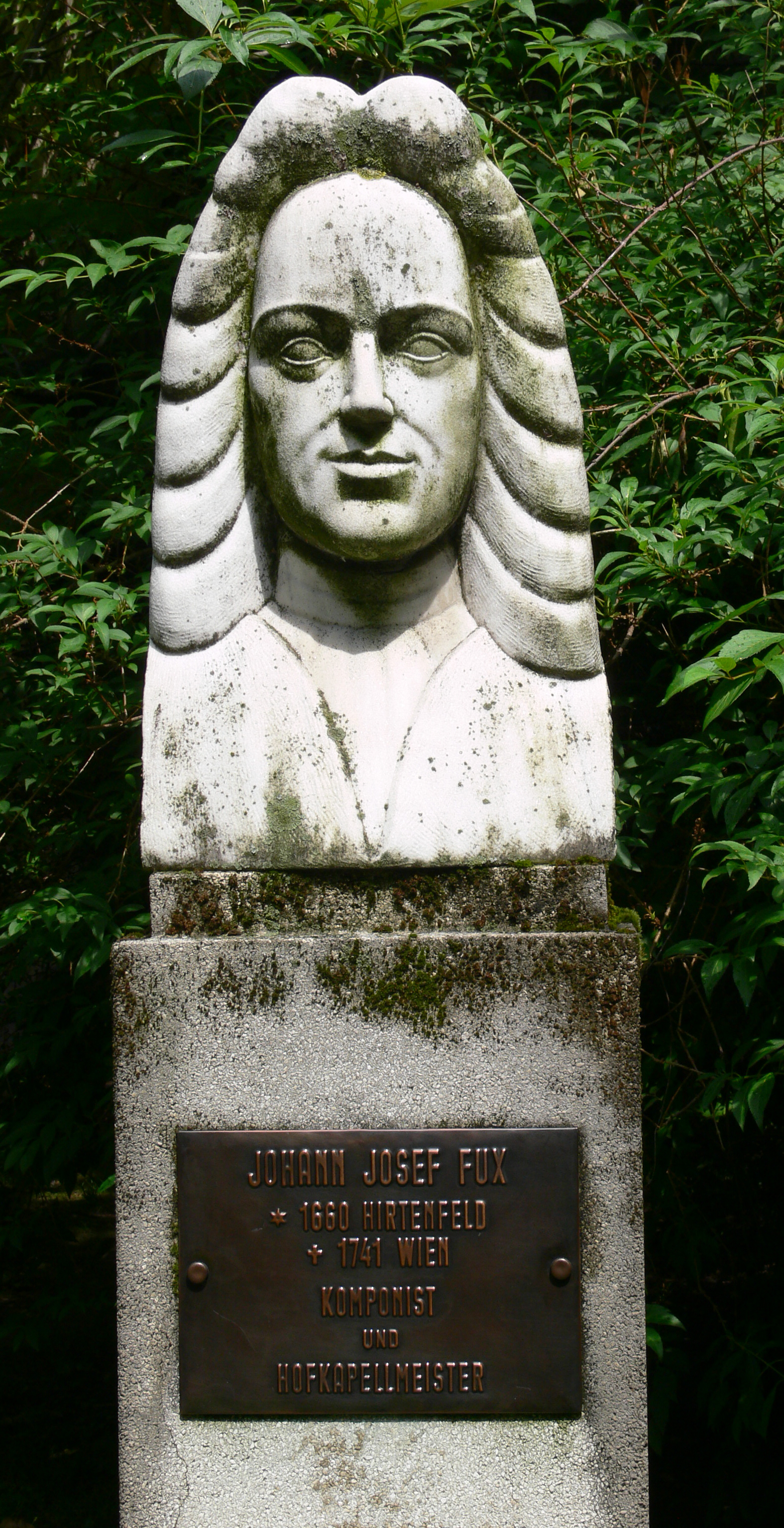
Johann Josef Fux von Othmar Klemencic
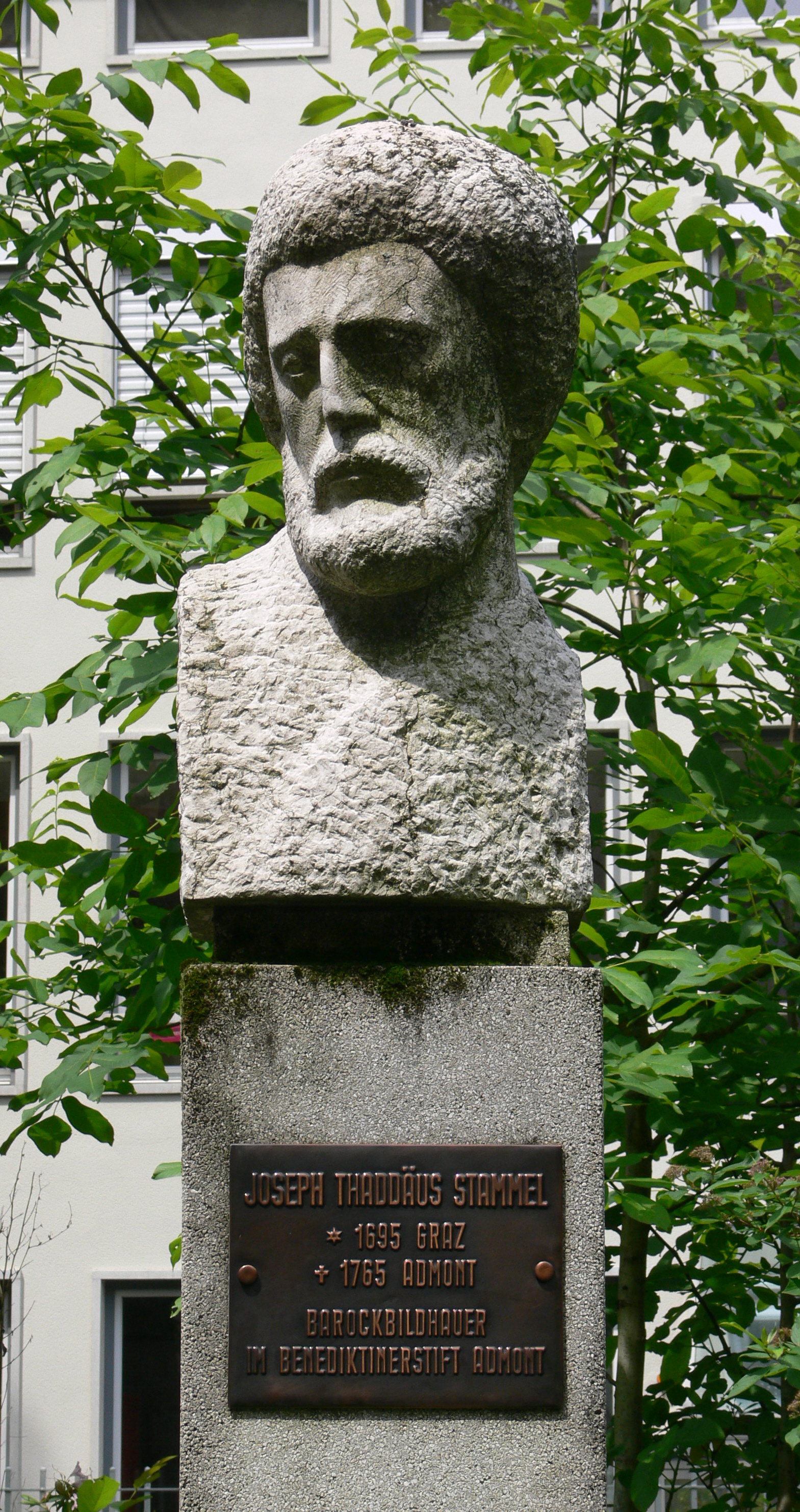
Josef Thaddäus Stammel von  Erwin Huber
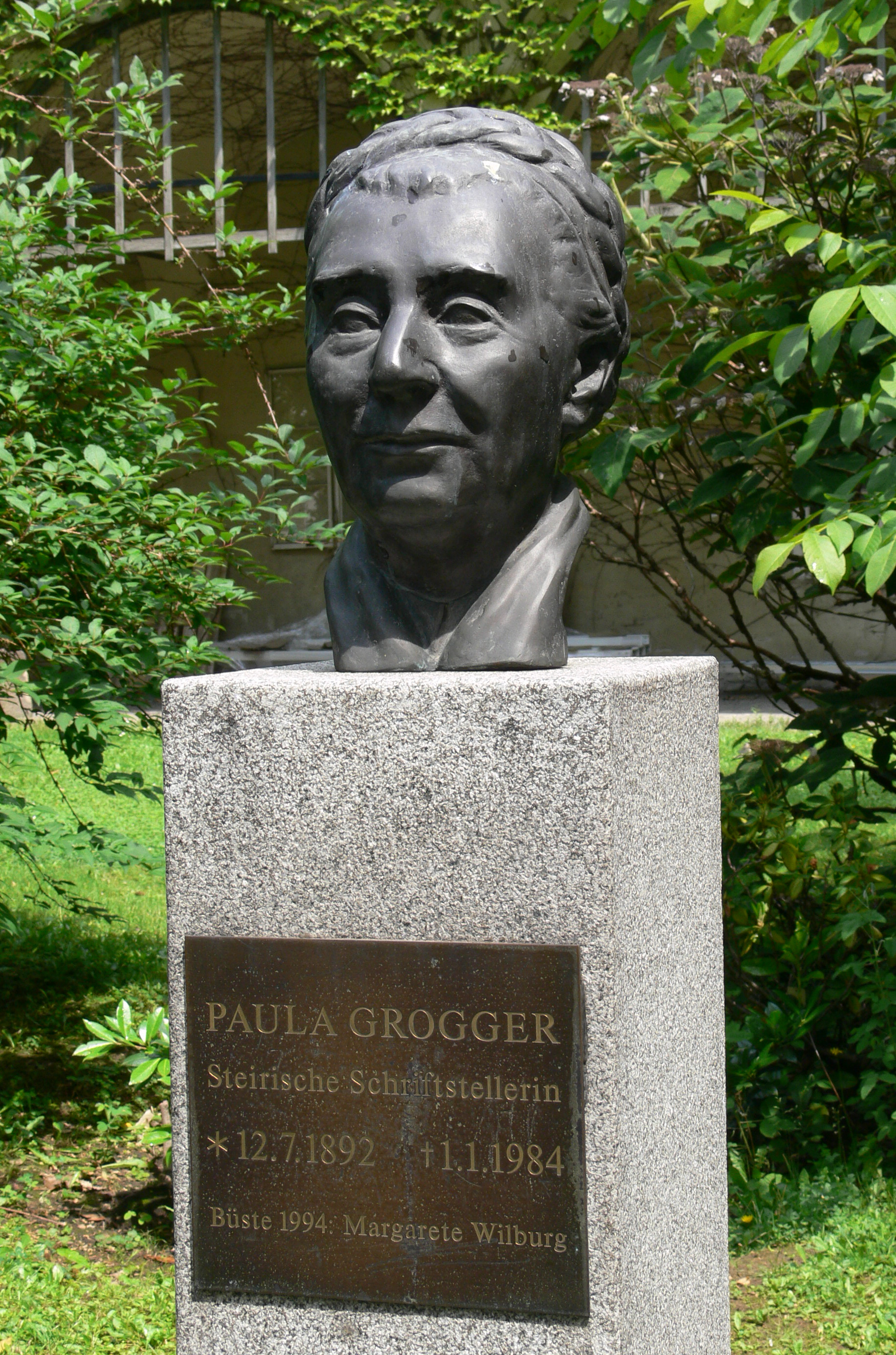
Paula Grogger von Margarete Wilburg
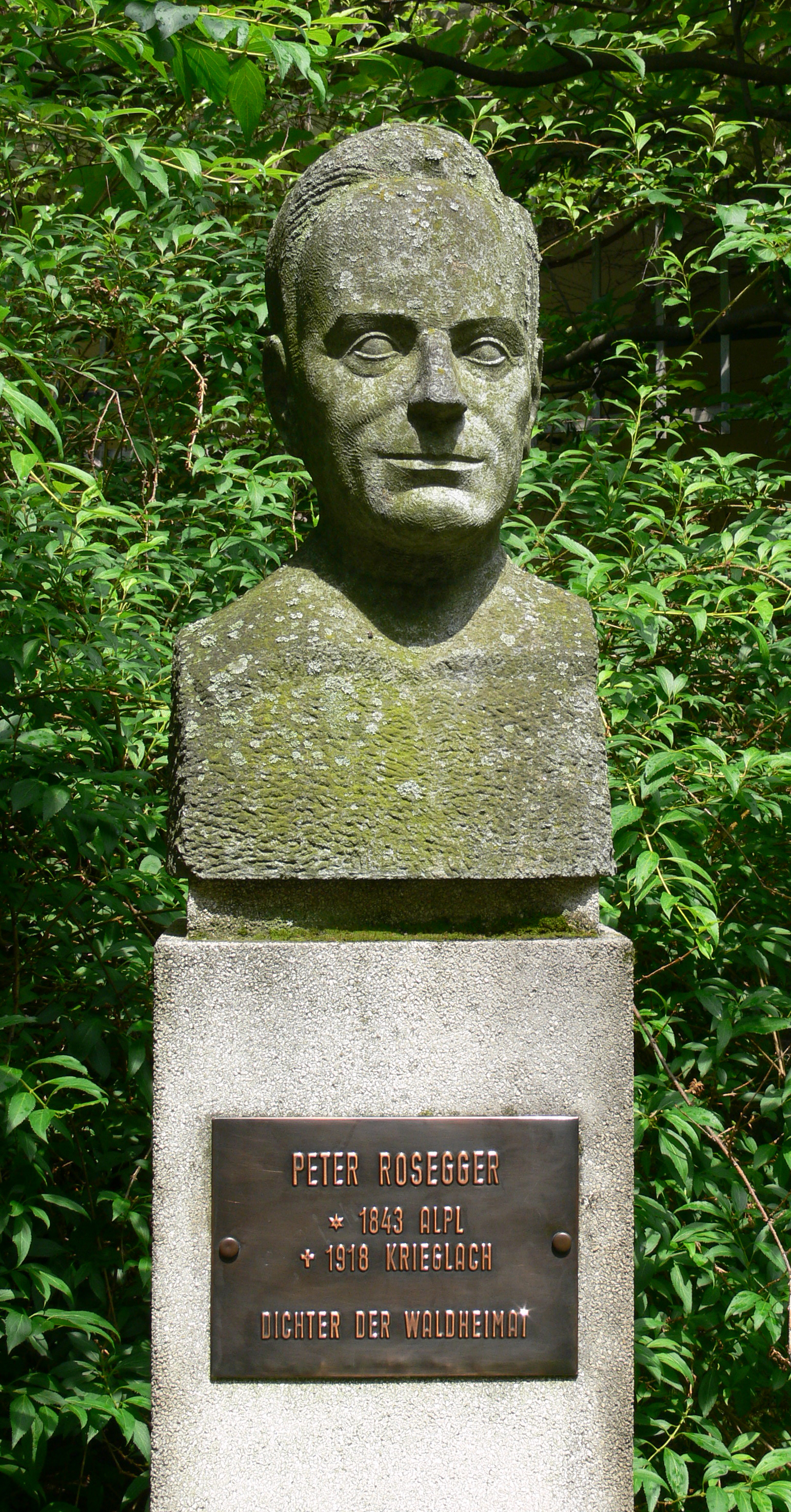
Peter Rosegger von Othmar Klemencic
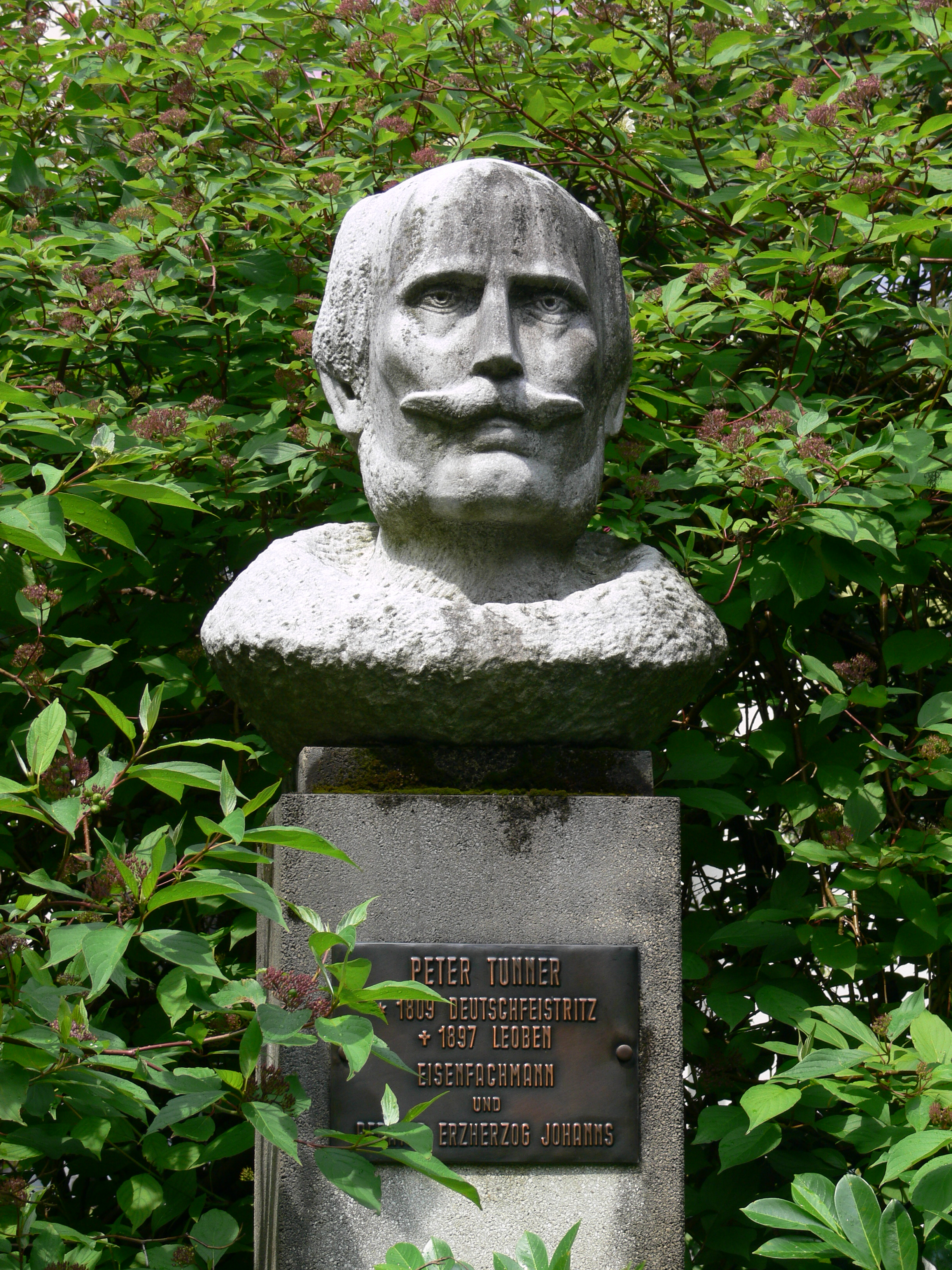
Peter Tunner von Ulf Mayer
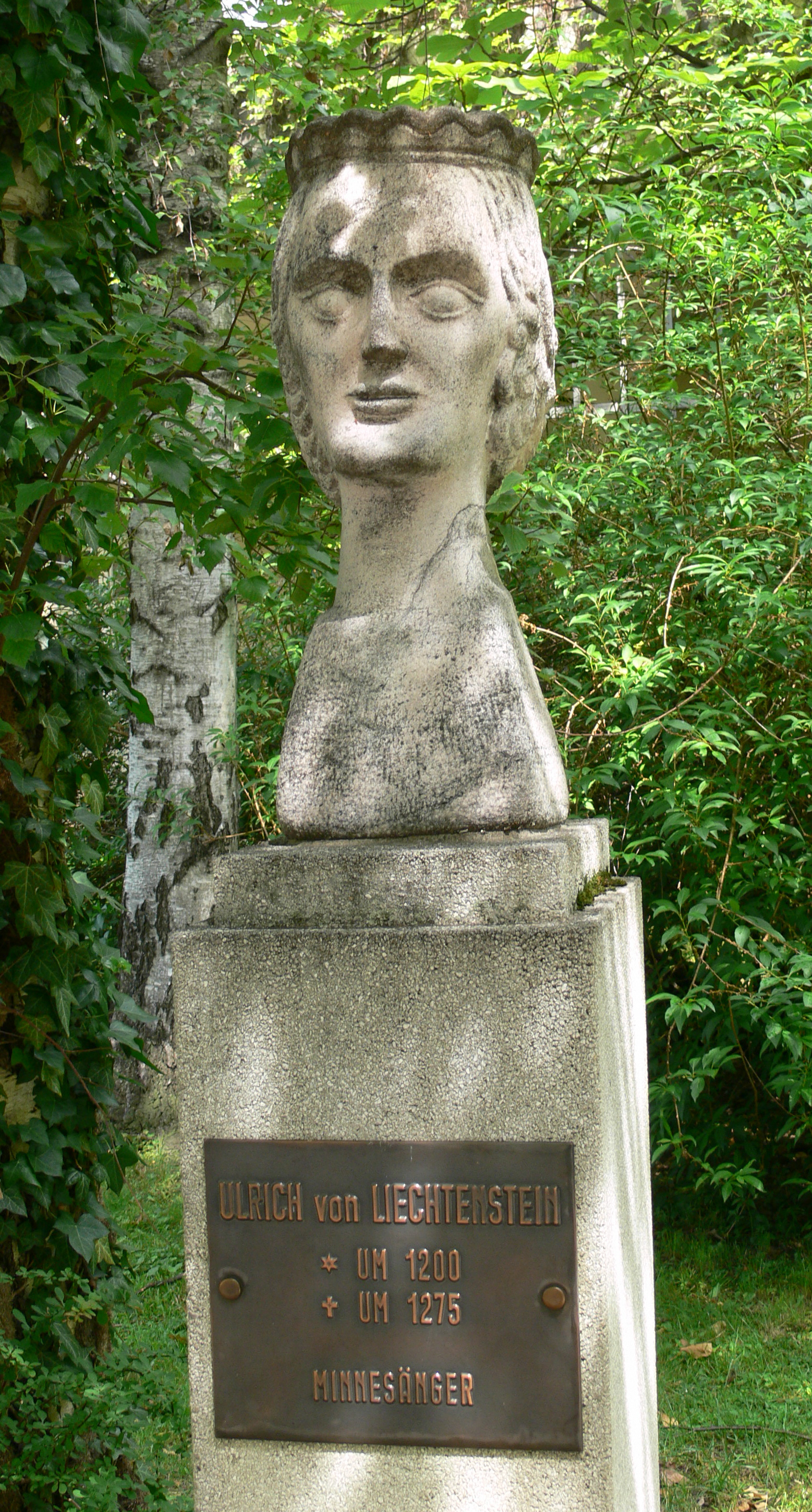
Ulrich von Liechtenstein von Alfred Schlosser
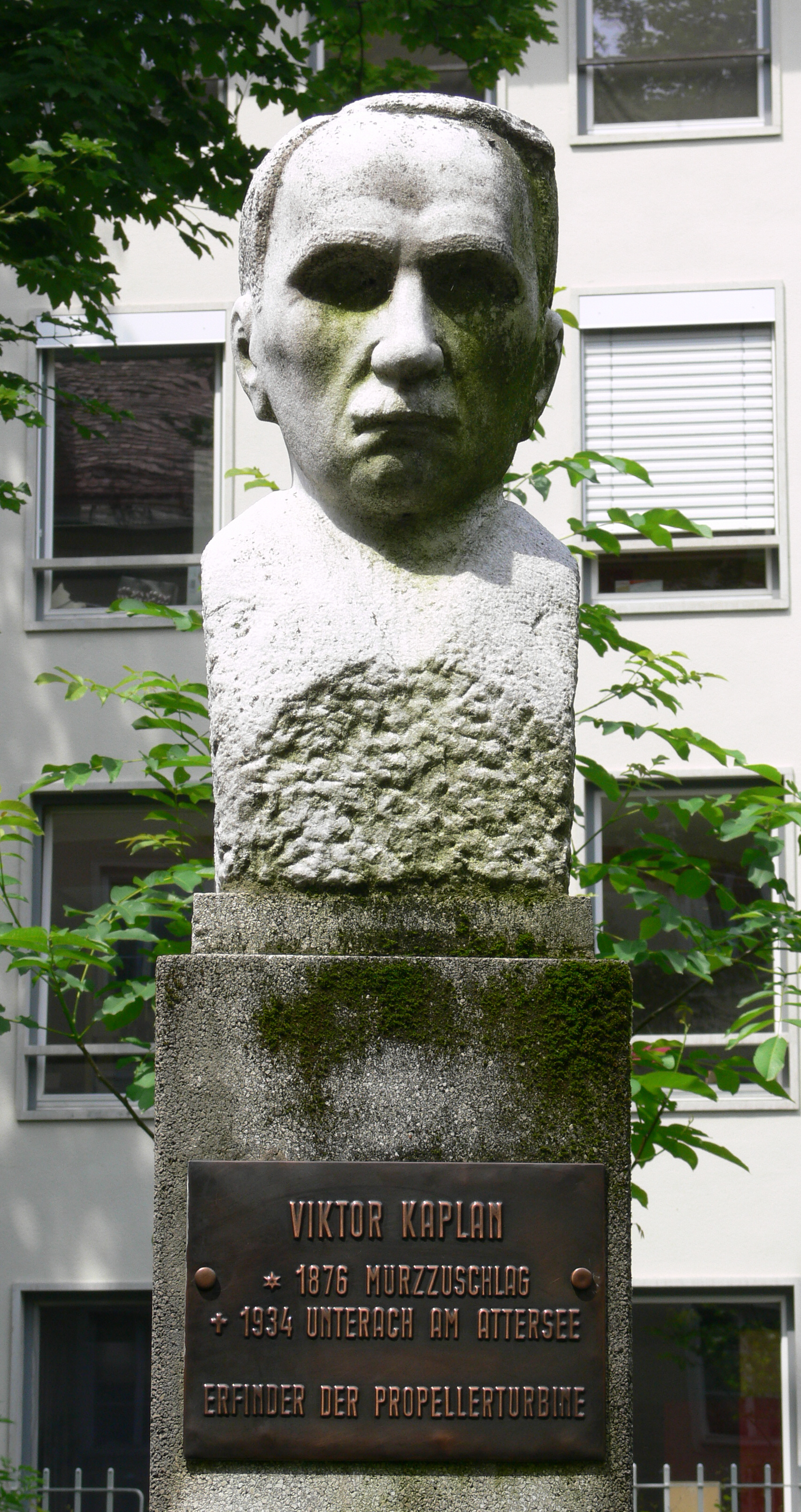
Viktor Kaplan von Josef Papst

### Burggarten
Die zwischen 1556 und 1562 erbaute Burgbastei wandelte der Hofgärtner Erzherzogs Karl II. Hans Richter im Jahr 1568 zu einem Lustgarten um. Aus diesem Lustgarten entstand der heutige Burggarten. Dieser war ursprünglich wesentlich größer, aber Kaiserin Maria Theresia trat Teile davon an die steirischen Landesstände ab, welche darauf das Grazer Schauspielhaus bauen ließen.
Das Glashaus des Gartens wurde 1841 aufgestellt. An der ehemaligen Bastei stehen zwei aus dem Ende des 17. Jahrhunderts stammende Sandsteinfiguren des Samson und des Herakles, die aus dem Vestibül der 1904 abgebrochenen Färberkaserne hierher überstellt wurden. Weiters gibt es dort die von Anton Kakon in den Jahren 1806 bis 1807 angefertigte Statuen der personifizierten Lex, der Justitia, des Grazer Panthers sowie eine Puttengruppe. Diese Statuen standen ursprünglich auf der Attika des alten, klassizistischen Grazer Rathauses. Im Garten steht ein im Jahr 1960 von Wolfgang Skala gefertigtes Befreiungsdenkmal. An der Wasseranlage befindet sich eine von Alexander Wahl im Jahr 1961 gestaltete Libellengruppe.
Im September 2021 wurde das Kunstwerk Distanzierte Nähe des Künstlers Wolfgang Becksteiner im Grazer Burggarten präsentiert, das an die COVID-19-Pandemie erinnern soll.

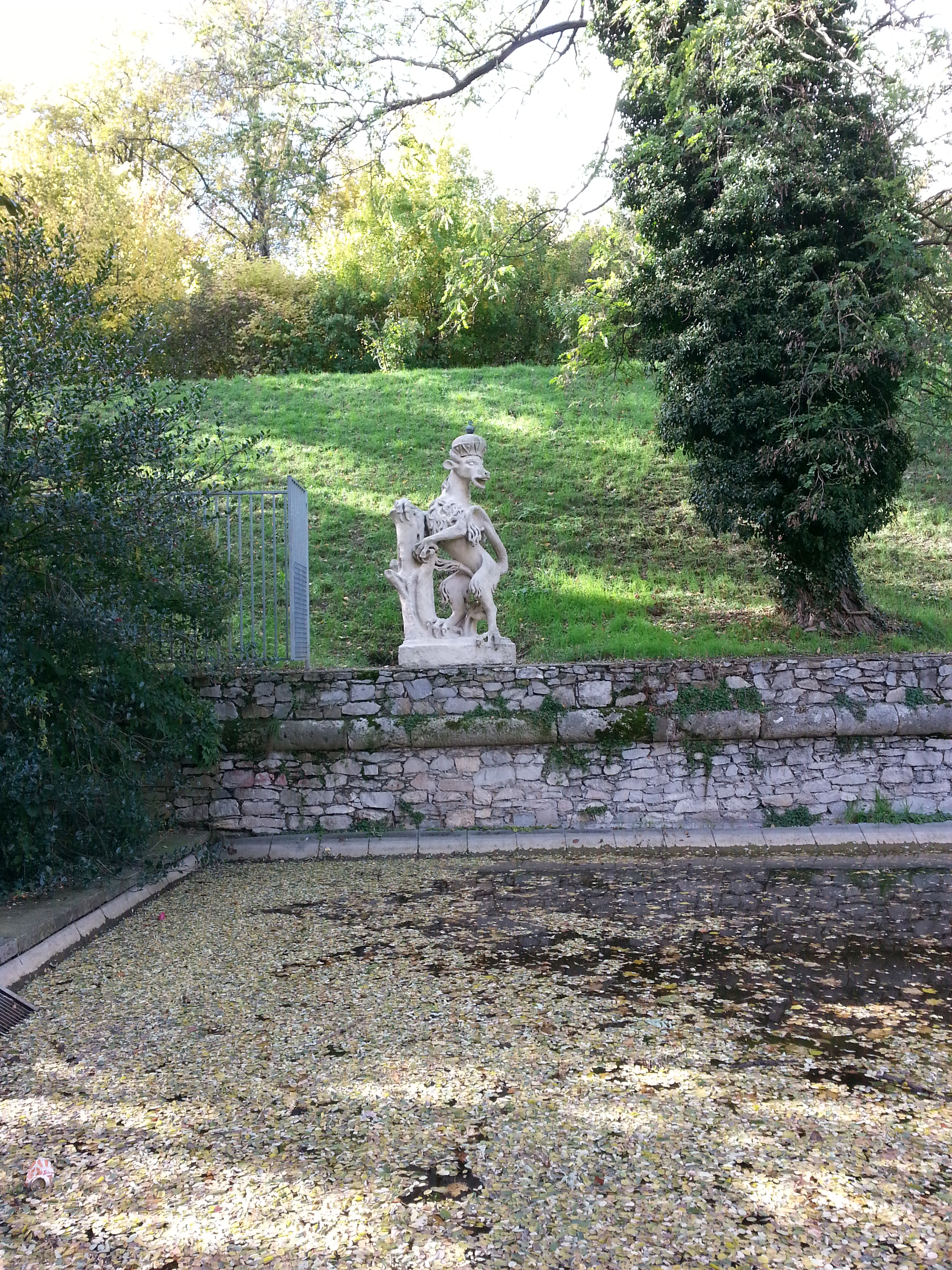
Grazer Panther an der ehemaligen Bastei
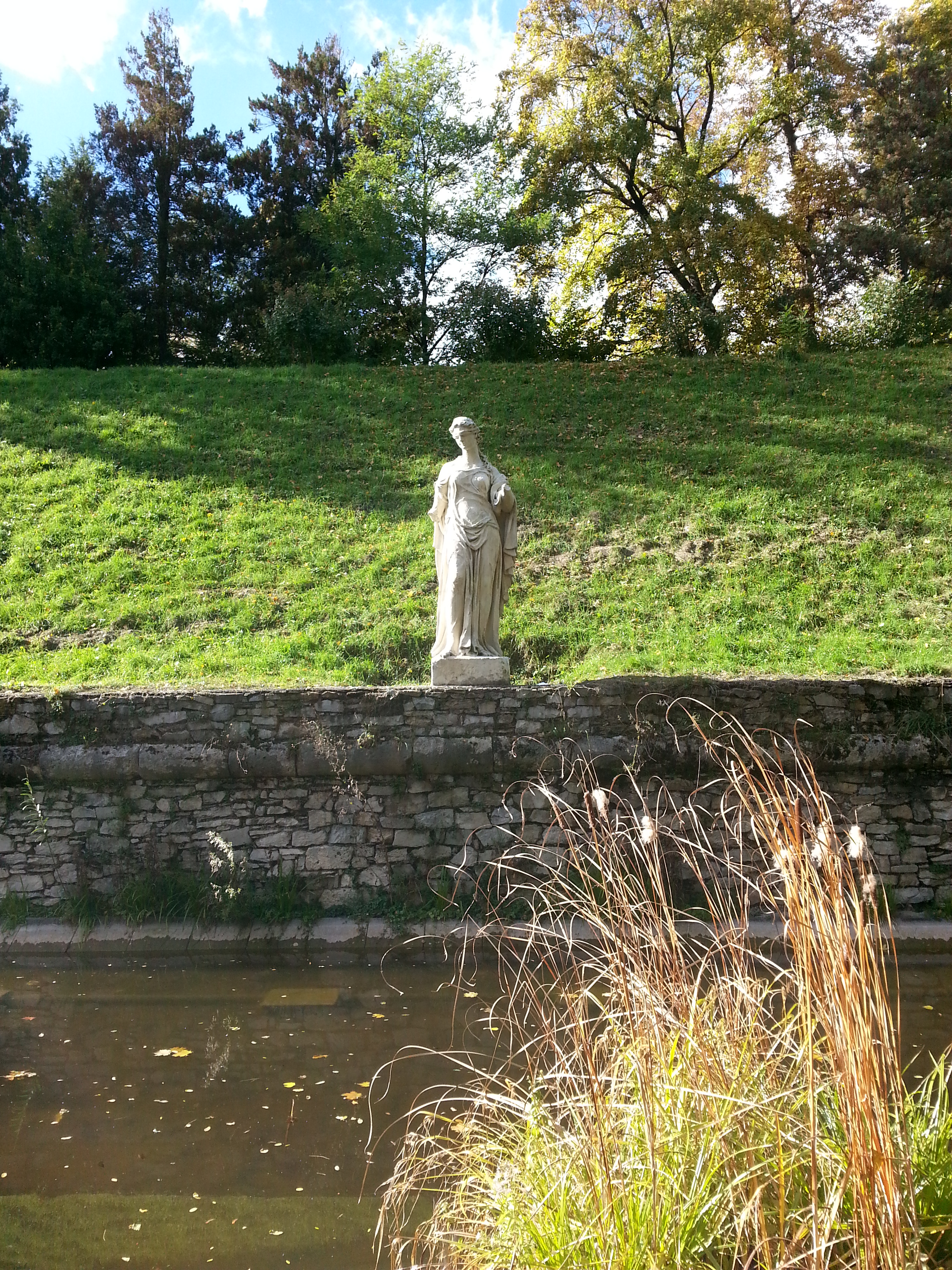
Statue der Justitia an der ehemaligen Bastei
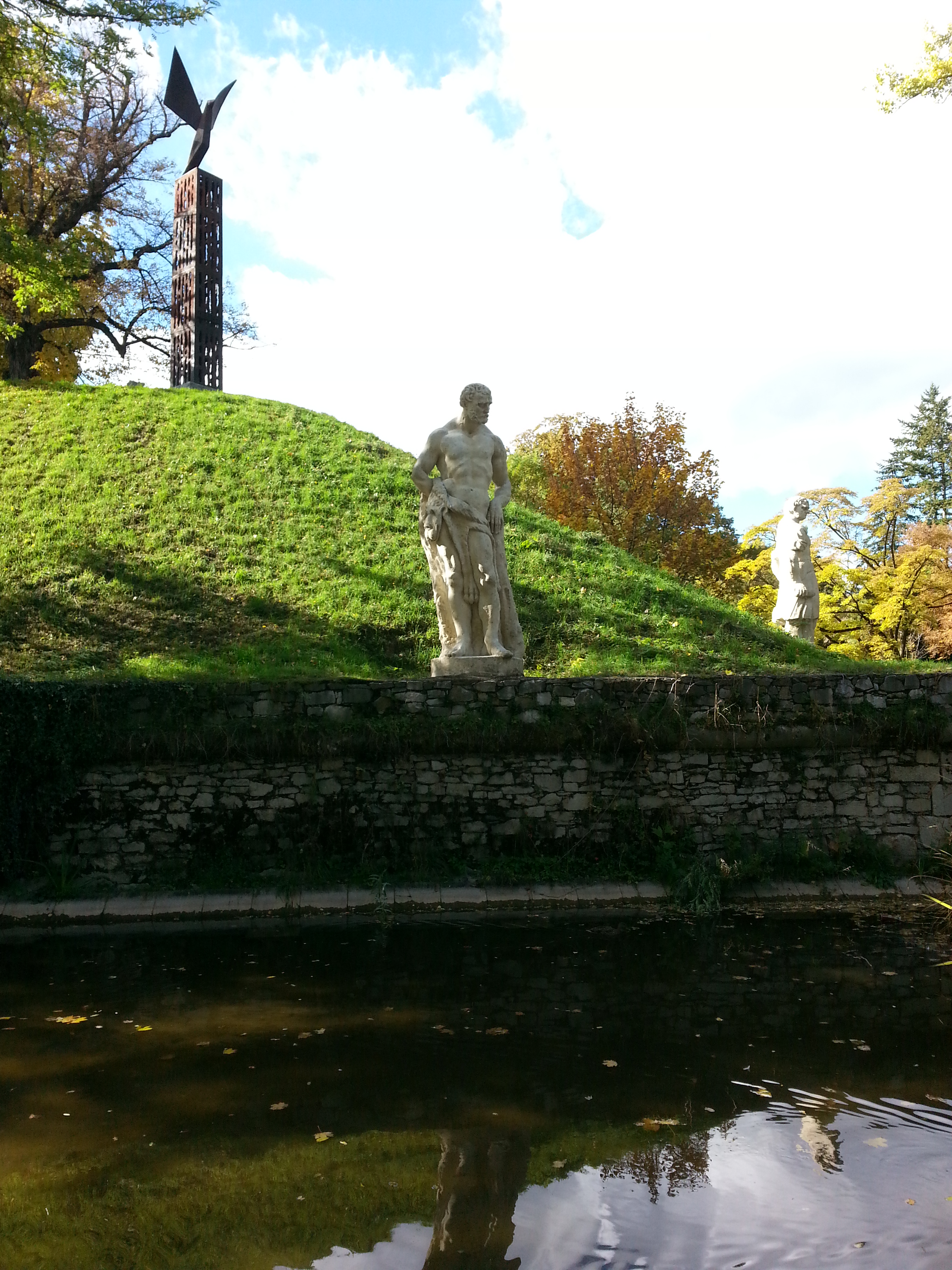
Statue des Herakles an der ehemaligen Bastei. Links steht das Befreiungsdenkmal
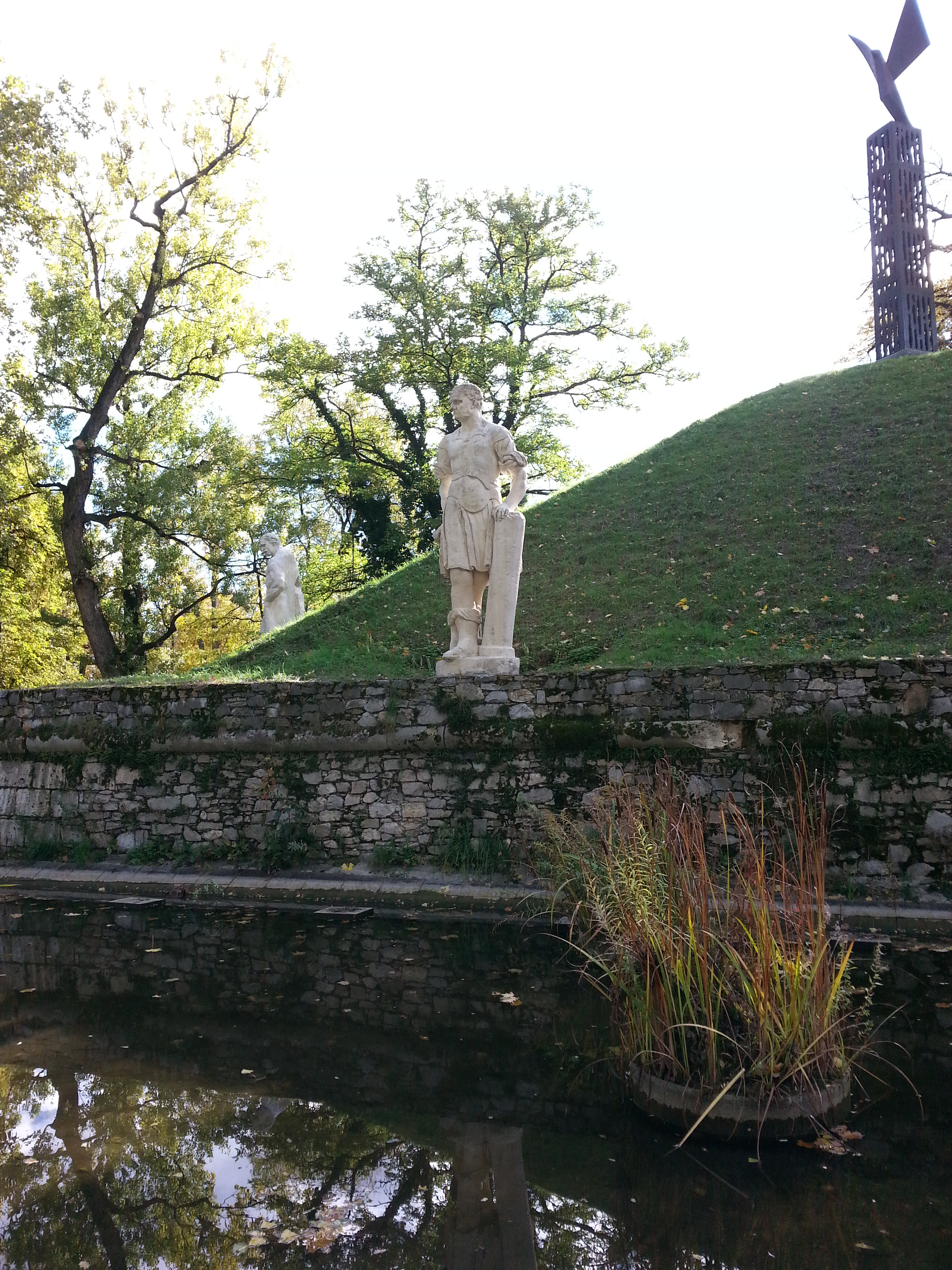
Statue des Samson an der ehemaligen Bastei
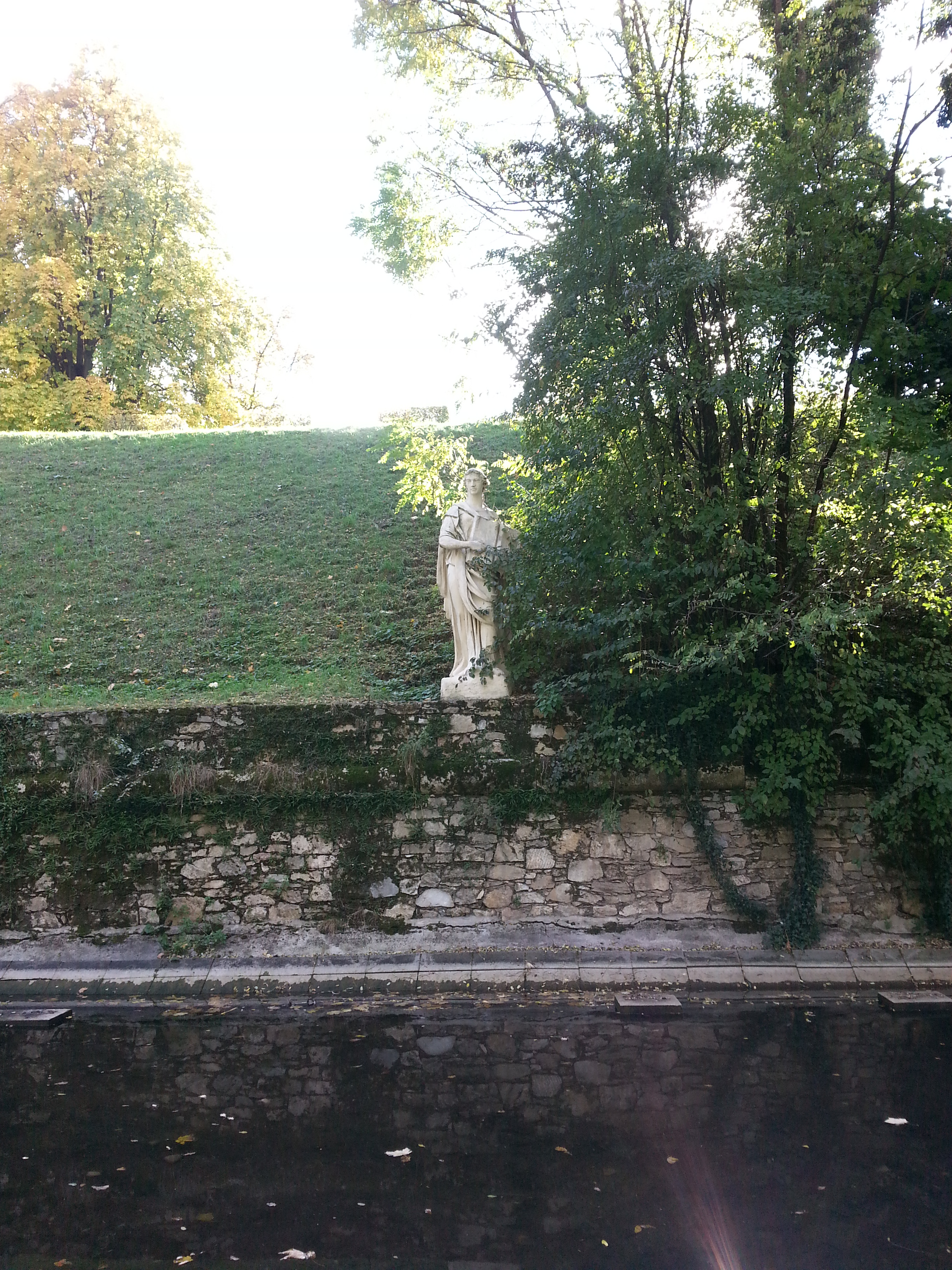
Statue der Lex an der ehemaligen Bastei
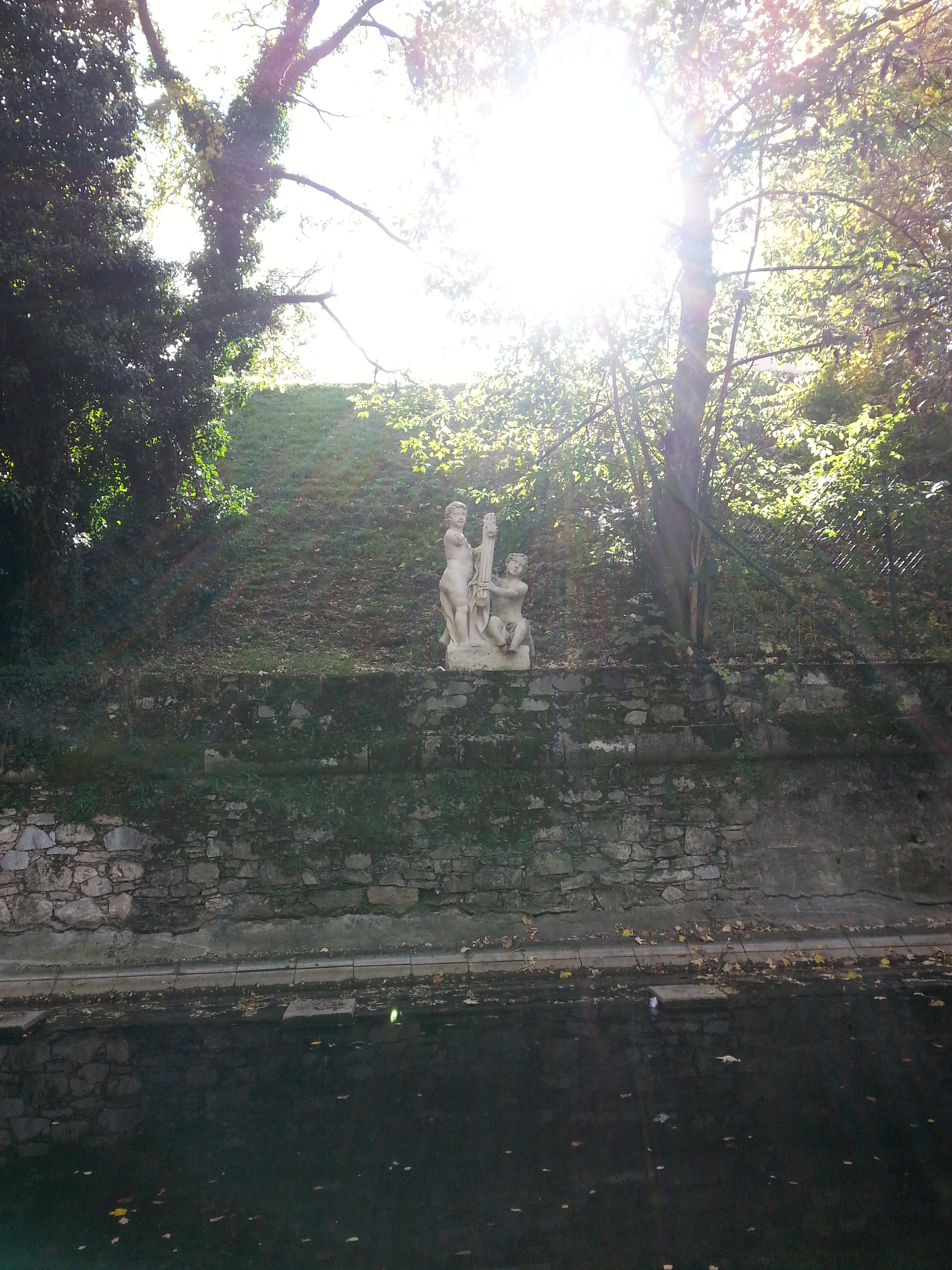
Puttengruppe an der ehemaligen Bastei